# Manchester United FC in het seizoen 2019/20
Dit artikel beschrijft de prestaties van de Engelse voetbalclub Manchester United FC in het seizoen 2019/20. Dit was het 45ste opeenvolgende seizoen dat Manchester United op het hoogste niveau van Engeland speelde en het 28ste seizoen in de Premier League. Daarnaast nam Manchester United deel aan de FA Cup, de League Cup en de Europa League.
Oorspronkelijk duurde dit seizoen voor Manchester United van 1 juli 2019 tot en met 30 juni 2020, maar door de gevolgen van de coronapandemie werden de wedstrijden vanaf 13 maart 2020 uitgesteld en gespeeld tussen juni en augustus. In die wedstrijden mochten er vijf wissels gebruikt worden door elk team in plaats van drie wissels en wedstrijden vanaf 12 maart 2020 werden zonder publiek gespeeld. Daarbij werden de kwart- en halve finales van de Europa League over één wedstrijd in Duitsland gespeeld in plaats van twee wedstrijden bij de stadions van de clubs. Manchester United eindigde op de derde plaats in de Premier League en werd uitgeschakeld in de halve finales van de FA Cup, de League Cup en de Europa League.

## Selectie
| Nr.           | Naam                      | Nationaliteit | Geboortedatum | Seizoen | Vorige club                      |
| ------------- | ------------------------- | ------------- | ------------- | ------- | -------------------------------- |
| Keepers       |                           |               |               |         |                                  |
| 1             | David de Gea              | Spanje        | 07-11-1990    | 9e      | Atlético Madrid                  |
| 13            | Lee Grant                 | Engeland      | 27-01-1983    | 2e      | Stoke City                       |
| 20            | Sergio Romero             | Argentinië    | 22-02-1987    | 5e      | Sampdoria                        |
| 40            | Joel Castro Pereira       | Portugal      | 28-06-1996    | 5e      | KV Kortrijk (gehuurd door)       |
| Verdedigers   |                           |               |               |         |                                  |
| 2             | Victor Lindelöf           | Zweden        | 17-07-1994    | 3e      | Benfica                          |
| 3             | Eric Bailly               | Ivoorkust     | 12-04-1994    | 4e      | Villarreal                       |
| 4             | Phil Jones                | Engeland      | 21-02-1992    | 9e      | Blackburn Rovers                 |
| 5             | Harry Maguire             | Engeland      | 05-03-1993    | 1e      | Leicester City                   |
| 16            | Marcos Rojo               | Argentinië    | 20-03-1990    | 6e      | Sporting Lissabon                |
| 20            | Diogo Dalot               | Portugal      | 18-03-1999    | 2e      | Manchester United                |
| 23            | Luke Shaw                 | Engeland      | 12-07-1995    | 6e      | Southampton                      |
| 24            | Timothy Fosu-Mensah       | Nederland     | 02-01-1998    | 5e      | Fulham (gehuurd door)            |
| 28            | Angel Gomes               | Engeland      | 31-08-2000    | 4e      | Eigen jeugd                      |
| 29            | Aaron Wan-Bissaka         | Engeland      | 26-11-1997    | 1e      | Crystal Palace                   |
| 38            | Axel Tuanzebe             | Engeland      | 14-11-1997    | 4e      | Aston Villa (gehuurd door)       |
| 41            | Ethan Laird               | Engeland      | 05-08-2001    | 1e      | Eigen jeugd                      |
| 43            | Cameron Borthwick-Jackson | Engeland      | 02-02-1997    | 5e      | Scunthorpe United (gehuurd door) |
| 52            | Max Taylor                | Engeland      | 10-01-2000    | 1e      | Eigen jeugd                      |
| 53            | Brandon Williams          | Engeland      | 03-09-2000    | 1e      | Eigen jeugd                      |
| 58            | Di'Shon Bernard           | Engeland      | 14-10-2000    | 1e      | Eigen jeugd                      |
| 71            | Teden Mengi               | Engeland      | 30-04-2002    | 1e      | Eigen jeugd                      |
| Middenvelders |                           |               |               |         |                                  |
| 6             | Paul Pogba                | Frankrijk     | 15-03-1993    | 5e      | Juventus FC                      |
| 8             | Juan Mata                 | Spanje        | 28-04-1988    | 7e      | Chelsea                          |
| 14            | Jesse Lingard             | Engeland      | 15-12-1992    | 9e      | Derby County (gehuurd door)      |
| 15            | Andreas Pereira           | Brazilië      | 01-01-1996    | 6e      | Valencia CF (gehuurd door)       |
| 17            | Fred                      | Brazilië      | 05-03-1993    | 2e      | Shakhtar Donetsk                 |
| 18            | Ashley Young              | Engeland      | 09-07-1985    | 9e      | Aston Villa                      |
| 18            | Bruno Fernandes           | Portugal      | 08-09-1994    | 1e      | Sporting Lissabon                |
| 31            | Nemanja Matić             | Servië        | 01-08-1988    | 3e      | Chelsea                          |
| 37            | James Garner              | Engeland      | 13-03-2001    | 2e      | Eigen jeugd                      |
| 39            | Scott McTominay           | Schotland     | 08-12-1996    | 4e      | Eigen jeugd                      |
| 54            | Ethan Galbraith           | Noord-Ierland | 11-05-2001    | 1e      | Eigen jeugd                      |
| 63            | Dylan Levitt              | Wales         | 17-11-2000    | 1e      | Eigen jeugd                      |
| Aanvallers    |                           |               |               |         |                                  |
| 9             | Anthony Martial           | Frankrijk     | 05-12-1995    | 5e      | AS Monaco                        |
| 10            | Marcus Rashford           | Engeland      | 31-10-1997    | 5e      | Eigen jeugd                      |
| 21            | Daniel James              | Wales         | 10-11-1997    | 1e      | Swansea City                     |
| 25            | Odion Ighalo              | Nigeria       | 16-06-1989    | 1e      | Shanghai Shenhua (gehuurd van)   |
| 26            | Mason Greenwood           | Engeland      | 01-10-2001    | 2e      | Eigen jeugd                      |
| 44            | Tahith Chong              | Nederland     | 04-12-1999    | 2e      | Eigen jeugd                      |
| 49            | D'Mani Mellor             | Engeland      | 20-09-2000    | 1e      | Eigen jeugd                      |
| 59            | Largie Ramazani           | België        | 27-02-2001    | 1e      | Eigen jeugd                      |

### Technische staf
|                   |                            |               |                  |
| Functie           | Naam                       | Nationaliteit | Sinds            |
| Hoofdtrainer      | Ole Gunnar Solskjær (foto) | Noorwegen     | 19 december 2018 |
| Assistent-trainer | Kieran McKenna             | Noord-Ierland | 1 juli 2018      |
| Assistent-trainer | Michael Carrick            | Engeland      | 1 juli 2018      |
| Assistent-trainer | Mike Phelan                | Engeland      | 19 december 2018 |
| Keeperstrainer    | Craig Mawson               | Engeland      | 1 juli 2019      |
| Conditietrainer   | Michael Clegg              | Engeland      | 1 juli 2019      |
| Hoofdscout        | Marcel Bout                | Nederland     | 6 oktober 2016   |

## Resultaten
Een overzicht van de competities waaraan Manchester United in het seizoen 2019/20 deelnam. 
| Premier League | FA Cup       | League Cup   | Europa League |
| -------------- | ------------ | ------------ | ------------- |
|                |              |              |               |
| Derde          | Halve finale | Halve finale | Halve finale  |

## Uitrustingen
Shirtsponsor: Chevrolet

Sportmerk: adidas
| Thuis | Thuis | Uit | Alternatief | Doelman | Doelman | Doelman |

## Transfers

### Zomer
| Naam              | Nationaliteit     | Van/naar            | Bedrag        | Ref.          |
| ----------------- | ----------------- | ------------------- | ------------- | ------------- |
| Inkomend          |                   |                     |               |               |
| Harry Maguire     | Engeland          | Leicester City      | € 88.000.000  | [ 1 ]         |
| Aaron Wan-Bissaka | Engeland          | Crystal Palace      | € 63.000.000  | [ 2 ]         |
| Daniel James      | Wales             | Swansea City        | € 17.780.000  | [ 3 ]         |
| TOTAAL UITGAVEN:  | TOTAAL UITGAVEN:  | TOTAAL UITGAVEN:    | € 168.780.000 | € 168.780.000 |
| Uitgaand          |                   |                     |               |               |
| Romelu Lukaku     | België            | Internazionale      | € 70.000.000  | [ 4 ]         |
| Matteo Darmian    | Italië            | Parma               | € 1.500.000   | [ 5 ]         |
| Ander Herrera     | Spanje            | Paris Saint-Germain | Transfervrij  | [ 6 ]         |
| Antonio Valencia  | Ecuador           | LDU Quito           | Transfervrij  | [ 7 ]         |
| James Wilson      | Engeland          | Aberdeen FC         | Transfervrij  | [ 8 ]         |
| TOTAAL INKOMSTEN: | TOTAAL INKOMSTEN: | TOTAAL INKOMSTEN:   | € 71.500.000  | € 71.500.000  |

### Verhuurde spelers
| Naam                      | Nationaliteit | Van/naar            | Begin huur       | Einde huur       | Ref.   |
| ------------------------- | ------------- | ------------------- | ---------------- | ---------------- | ------ |
| Uitgaand                  |               |                     |                  |                  |        |
| Joel Pereira              | Zwitserland   | Heart of Midlothian | 13 augustus 2019 | 31 mei 2020      | [ 9 ]  |
| Alexis Sánchez            | Chili         | Internazionale      | 29 augustus 2019 | 31 augustus 2020 | [ 10 ] |
| Chris Smalling            | Engeland      | AS Roma             | 30 augustus 2019 | 3 augustus 2020  | [ 11 ] |
| Cameron Borthwick-Jackson | Engeland      | Tranmere Rovers     | 2 september 2019 | 9 januari 2020   | [ 12 ] |
| Cameron Borthwick-Jackson | Engeland      | Oldham Athletic     | 24 januari 2020  | 31 mei 2020      | [ 13 ] |
| Marcos Rojo               | Argentinië    | Estudiantes         | 30 januari 2020  | 30 juni 2020     | [ 14 ] |

### Winter

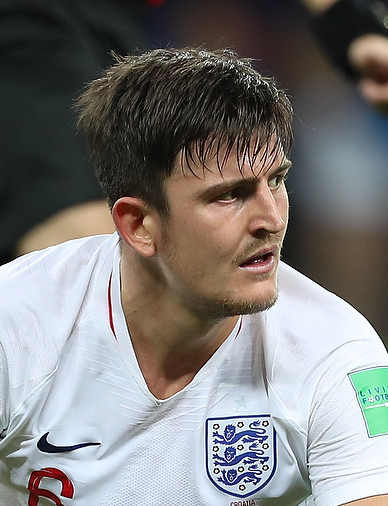
Harry Maguire werd met zijn overstap van Leicester City wereldwijd de duurste verdediger aller tijden.

| Naam              | Nationaliteit     | Van/naar          | Bedrag       | Ref.         |
| ----------------- | ----------------- | ----------------- | ------------ | ------------ |
| Inkomend          |                   |                   |              |              |
| Bruno Fernandes   | Portugal          | Sporting Lissabon | € 55.000.000 | [ 15 ]       |
| Odion Ighalo      | Nigeria           | Shanghai Shenhua  | Huur         | [ 16 ]       |
| TOTAAL UITGAVEN:  | TOTAAL UITGAVEN:  | TOTAAL UITGAVEN:  | € 55.000.000 | € 55.000.000 |
| Uitgaand          |                   |                   |              |              |
| Ashley Young      | Engeland          | Internazionale    | € 1.500.000  | [ 17 ]       |
| TOTAAL INKOMSTEN: | TOTAAL INKOMSTEN: | TOTAAL INKOMSTEN: | € 1.500.000  | € 1.500.000  |

## Vriendschappelijke wedstrijden
| Wedstrijddetails                                           | Thuisploeg                                                                              | Uitslag                | Uitploeg          | Opstelling | Kaarten     |
| ---------------------------------------------------------- | --------------------------------------------------------------------------------------- | ---------------------- | ----------------- | --- | ----------- |
| 13 juli 2019 13:07 Perth Stadium Perth 50.206 toeschouwers | Manchester United                                                                       | 2–0                    | Perth Glory       | Romero (45' J. Pereira) Dalot (45' Wan-Bissaka), Tuanzebe (45' Smalling), Jones (45' Rojo), Young (45' Shaw (83' Garner)) A. Pereira (45' McTominay), Matić (45' Pogba) Chong (45' Mata), Lingard (45' Gomes), James (45' Greenwood) Martial (45' Rashford) |             |
| 13 juli 2019 13:07 Perth Stadium Perth 50.206 toeschouwers | Pogba Rashford 60' Garner 85'                                                           | 1–0 2–0 Report         |                   | Romero (45' J. Pereira) Dalot (45' Wan-Bissaka), Tuanzebe (45' Smalling), Jones (45' Rojo), Young (45' Shaw (83' Garner)) A. Pereira (45' McTominay), Matić (45' Pogba) Chong (45' Mata), Lingard (45' Gomes), James (45' Greenwood) Martial (45' Rashford) |             |
| 17 juli 2019 13:08 Perth Stadium Perth 55.274 toeschouwers | Manchester United                                                                       | 4–0                    | Leeds United      | Romero (45' J. Pereira) Wan-Bissaka (45' Young), Bailly (45' Smalling), Lindelöf (45' Jones), Rojo (45' Dalot) McTominay (45' A. Pereira), Pogba (45' Matić) Greenwood (45' Chong), Mata (45' Gomes), James (45' Lingard) Rashford (45' Martial)            | 90+3' Young |
| 17 juli 2019 13:08 Perth Stadium Perth 55.274 toeschouwers | Wan-Bissaka Greenwood 7' McTominay Rashford 27' A. Pereira Jones 51' Martial 69' (pen.) | 1–0 2–0 3–0 4–0 Report |                   | Romero (45' J. Pereira) Wan-Bissaka (45' Young), Bailly (45' Smalling), Lindelöf (45' Jones), Rojo (45' Dalot) McTominay (45' A. Pereira), Pogba (45' Matić) Greenwood (45' Chong), Mata (45' Gomes), James (45' Lingard) Rashford (45' Martial)            | 90+3' Young |
| 30 juli 2019 19:00 Ullevaalstadion Oslo                    | Kristiansund                                                                            | 0–1                    | Manchester United | De Gea (60' Romero) Wan-Bissaka (60' Mata), Lindelöf (60' Greenwood), Jones (60' Tuanzebe), Shaw (60' Young) McTominay (60' Rojo), Matić (60' Pogba) James (60' Fred), Lingard (60' Chong), Martial (60' Dalot) Rashford (60' A. Pereira)                   |             |
| 30 juli 2019 19:00 Ullevaalstadion Oslo                    |                                                                                         | 0–1 Report             | 90+2' (pen.) Mata | De Gea (60' Romero) Wan-Bissaka (60' Mata), Lindelöf (60' Greenwood), Jones (60' Tuanzebe), Shaw (60' Young) McTominay (60' Rojo), Matić (60' Pogba) James (60' Fred), Lingard (60' Chong), Martial (60' Dalot) Rashford (60' A. Pereira)                   |             |

### International Champions Cup
| Wedstrijddetails                                                     | Thuisploeg                                                                 | Uitslag                                                         | Uitploeg                                                                        | Opstelling | Kaarten        |
| -------------------------------------------------------------------- | -------------------------------------------------------------------------- | --------------------------------------------------------------- | ------------------------------------------------------------------------------- | --- | -------------- |
| 20 juli 2019 13:36 Nationaal Stadion Singapore 52.897 toeschouwers   | Manchester United                                                          | 1–0                                                             | Internazionale                                                                  | De Gea (62' Romero) Wan-Bissaka (63' Young), Tuanzebe (63' Bailly), Lindelöf (57' Jones), Shaw (62' Dalot) Matić (63' Fred), Pogba (62' A. Pereira) James (63' Chong), Lingard (63' Mata), Rashford (63' McTominay) Martial (63' Greenwood) | 90' A. Pereira |
| 20 juli 2019 13:36 Nationaal Stadion Singapore 52.897 toeschouwers   | Greenwood 76'                                                              | 1–0 Report                                                      |                                                                                 | De Gea (62' Romero) Wan-Bissaka (63' Young), Tuanzebe (63' Bailly), Lindelöf (57' Jones), Shaw (62' Dalot) Matić (63' Fred), Pogba (62' A. Pereira) James (63' Chong), Lingard (63' Mata), Rashford (63' McTominay) Martial (63' Greenwood) | 90' A. Pereira |
| 25 juli 2019 13:36 Hongkoustadion Shanghai                           | Tottenham Hotspur                                                          | 1–2                                                             | Manchester United                                                               | De Gea (45' Romero) Wan-Bissaka (45' Dalot), Smalling (45' Bailly), Rojo (45' Lindelöf), Young (45' Shaw) Pogba (45' Fred), McTominay (45' Matić) Greenwood (45' Lingard), A. Pereira (45' Mata), James (45' Gomes) Martial (45' Rashford)  | 40' A. Pereira |
| 25 juli 2019 13:36 Hongkoustadion Shanghai                           | Son Moura 65'                                                              | 0–1 1–1 1–2 Report                                              | 21' Martial A. Pereira 80' Gomes Mata                                           | De Gea (45' Romero) Wan-Bissaka (45' Dalot), Smalling (45' Bailly), Rojo (45' Lindelöf), Young (45' Shaw) Pogba (45' Fred), McTominay (45' Matić) Greenwood (45' Lingard), A. Pereira (45' Mata), James (45' Gomes) Martial (45' Rashford)  | 40' A. Pereira |
| 3 augustus 2019 18:36 Millennium Stadium Cardiff 65.892 toeschouwers | Manchester United                                                          | 2–2 5–4 n.s.                                                    | AC Milan                                                                        | De Gea Wan-Bissaka (65' Young), Lindelöf, Rojo (65' Tuanzebe), Shaw A. Pereira (65' Lingard), McTominay, Matić (65' Fred) Mata (64' James) Rashford (82' Gomes), Martial (82' Greenwood)                                                    | 73' Fred       |
| 3 augustus 2019 18:36 Millennium Stadium Cardiff 65.892 toeschouwers | Matić Rashford 14' Martial Lingard 72' Lingard Young Greenwood Gomes James | 1–0 1–1 1–2 2–2 Pen. 0–1 1–1 1–2 2–2 2–3 3–3 3–4 4–4 5–4 Report | 26' Suso Borini 60' (e.d.) Lindelöf Çalhanoğlu Bonaventura Silva Krunić Maldini | De Gea Wan-Bissaka (65' Young), Lindelöf, Rojo (65' Tuanzebe), Shaw A. Pereira (65' Lingard), McTominay, Matić (65' Fred) Mata (64' James) Rashford (82' Gomes), Martial (82' Greenwood)                                                    | 73' Fred       |

## Premier League

### Eindstand
| Pos | Club                    | Gs | W  | G  | V  | Pnt | Dv  | Dt | Ds  |
| --- | ----------------------- | -- | -- | -- | -- | --- | --- | -- | --- |
| 1.  | Liverpool FC            | 38 | 32 | 3  | 3  | 99  | 85  | 33 | +52 |
| 2.  | Manchester City         | 38 | 26 | 3  | 9  | 81  | 102 | 35 | +67 |
| 3.  | Manchester United       | 38 | 18 | 12 | 8  | 66  | 66  | 36 | +30 |
| 4.  | Chelsea FC              | 38 | 20 | 6  | 12 | 66  | 69  | 54 | +15 |
| 5.  | Leicester City          | 38 | 18 | 8  | 12 | 62  | 67  | 40 | +27 |
| 6.  | Tottenham Hotspur       | 38 | 16 | 11 | 11 | 59  | 61  | 47 | +14 |
| 7.  | Wolverhampton Wanderers | 38 | 15 | 14 | 9  | 59  | 51  | 40 | +11 |
| 8.  | Arsenal FC              | 38 | 14 | 14 | 10 | 56  | 56  | 48 | +8  |
| 9.  | Sheffield United        | 38 | 14 | 12 | 12 | 54  | 39  | 39 | 0   |
| 10. | Burnley FC              | 38 | 15 | 9  | 14 | 54  | 43  | 50 | −7  |
| 11. | Southampton FC          | 38 | 15 | 7  | 16 | 52  | 51  | 60 | −9  |
| 12. | Everton FC              | 38 | 13 | 10 | 15 | 49  | 44  | 56 | −12 |
| 13. | Newcastle United        | 38 | 11 | 11 | 16 | 44  | 38  | 58 | −20 |
| 14. | Crystal Palace FC       | 38 | 11 | 10 | 17 | 43  | 31  | 50 | −19 |
| 15. | Brighton & Hove Albion  | 38 | 9  | 14 | 15 | 40  | 39  | 54 | −15 |
| 16. | West Ham United         | 38 | 10 | 9  | 19 | 39  | 49  | 62 | −13 |
| 17. | Aston Villa             | 38 | 9  | 8  | 21 | 35  | 41  | 67 | −26 |
| 18. | AFC Bournemouth         | 38 | 8  | 7  | 22 | 34  | 40  | 66 | −26 |
| 19. | Watford FC              | 38 | 8  | 10 | 20 | 34  | 36  | 64 | −28 |
| 20. | Norwich City            | 38 | 5  | 6  | 27 | 21  | 26  | 75 | −49 |

#### Legenda
| Kleur | Kwalificatie voor                        |
| ----- | ---------------------------------------- |
|       | Groepsfase Champions League              |
|       | Winnaar FA Cup, Groepsfase Europa League |
|       | Groepsfase Europa League                 |
|       | Tweede voorronde Europa League           |
|       | Degradatie naar Championship             |

### Overzicht
Dit overzicht laat de plaats op de ranglijst en het aantal punten van Manchester United na iedere speelronde in de Premier League zien.
| 2 |

| 3 |

| 4 |

| 4 |

| 5 |

| 4 |

| 8 |

| 5 |

| 4 |

| 8 |

| 8 |

| 8 |

| 10 |

| 9 |

| 12 |

| 9 |

| 14 |

| 10 |

| 7 |

| 13 |

| 10 |

| 13 |

| 7 |

| 16 |

| 9 |

| 17 |

| 9 |

| 18 |

| 6 |

| 21 |

| 5 |

| 24 |

| 6 |

| 25 |

| 8 |

| 25 |

| 8 |

| 28 |

| 5 |

| 31 |

| 5 |

| 31 |

| 5 |

| 34 |

| 5 |

| 34 |

| 5 |

| 34 |

| 7 |

| 35 |

| 7 |

| 38 |

| 5 |

| 41 |

| 5 |

| 42 |

| 5 |

| 45 |

| 5 |

| 46 |

| 5 |

| 49 |

| 5 |

| 52 |

| 5 |

| 55 |

| 5 |

| 58 |

| 5 |

| 59 |

| 5 |

| 62 |

| 3 |

| 63 |

| 3 |

| 66 |

| Legenda       |                                                           |
| Plaats:       | Kwalificatie voor:                                        |
| 1e t/m 4e     | Geplaatst voor UEFA Champions League Groepsfase           |
| 5e & 6e       | Geplaatst voor UEFA Europa League Groepsfase              |
| 7e            | Geplaatst voor UEFA Europa League Tweede voorronde        |
| 8e t/m 17e    | –                                                         |
| 18e t/m 20e   | Degradatie naar de Championship                           |
| Symbool/kleur |                                                           |
| Gestegen      | Plaats(en) gestegen ten opzichte van vorige speelronde    |
| Stabiel       | Plaats gelijk gebleven ten opzichte van vorige speelronde |
| Gedaald       | Plaats(en) gezakt ten opzichte van vorige speelronde      |
|               | Aantal punten                                             |

### Wedstrijden
| Wedstrijddetails                                                                               | Thuisploeg                                                                                            | Uitslag                            | Uitploeg                                                                                     | Opstelling | Kaarten                                           |
| ---------------------------------------------------------------------------------------------- | --- | ---------------------------------- | -------------------------------------------------------------------------------------------- | --- | ------------------------------------------------- |
| Heenronde                                                                                      | |                                    |                                                                                              | |                                                   |
| 11 augustus 2019 17:30 Old Trafford Manchester 73.620 toeschouwers Scheidsrechter: Taylor      | Manchester United                                                                                     | 4–0                                | Chelsea FC                                                                                   | De Gea Wan-Bissaka, Lindelöf, Maguire, Shaw McTominay, Pogba Lingard (86' Mata), A. Pereira (73' James), Rashford (86' Greenwood) Martial                                  | 48' Lingard 69' Lindelöf 90' Martial              |
| 11 augustus 2019 17:30 Old Trafford Manchester 73.620 toeschouwers Scheidsrechter: Taylor      | Rashford 18' (pen.) A. Pereira Martial 65' Pogba Rashford 67' Pogba James 81'                         | 1–0 2–0 3–0 4–0 Report             |                                                                                              | De Gea Wan-Bissaka, Lindelöf, Maguire, Shaw McTominay, Pogba Lingard (86' Mata), A. Pereira (73' James), Rashford (86' Greenwood) Martial                                  | 48' Lingard 69' Lindelöf 90' Martial              |
| 19 augustus 2019 21:00 Molineux Stadium Wolverhampton 31.314 toeschouwers Scheidsrechter: Moss | Wolverhampton Wanderers                                                                               | 1–1                                | Manchester United                                                                            | De Gea Wan-Bissaka, Lindelöf, Maguire, Shaw McTominay, Pogba James (89' Greenwood), Lingard (81' Mata), Rashford (89' A. Pereira) Martial                                  | 24' James 84' Wan-Bissaka                         |
| 19 augustus 2019 21:00 Molineux Stadium Wolverhampton 31.314 toeschouwers Scheidsrechter: Moss | Moutinho Neves 55'                                                                                    | 0–1 1–1 Report                     | 27' Martial Rashford 68' (pen.) Pogba                                                        | De Gea Wan-Bissaka, Lindelöf, Maguire, Shaw McTominay, Pogba James (89' Greenwood), Lingard (81' Mata), Rashford (89' A. Pereira) Martial                                  | 24' James 84' Wan-Bissaka                         |
| 24 augustus 2019 16:00 Old Trafford Manchester 73.454 toeschouwers Scheidsrechter: Tierney     | Manchester United                                                                                     | 1–2                                | Crystal Palace                                                                               | De Gea Wan-Bissaka, Lindelöf, Maguire, Shaw (34' Young) Pogba, McTominay (85' Mata) James, Lingard (56' Greenwood), Rashford Martial                                       | 46' Wan-Bissaka 71' James                         |
| 24 augustus 2019 16:00 Old Trafford Manchester 73.454 toeschouwers Scheidsrechter: Tierney     | Rashford 70' (pen.) Martial James 89'                                                                 | 0–1 1–1 1–2 Report                 | 32' Ayew Schlupp 90+3' Van Aanholt                                                           | De Gea Wan-Bissaka, Lindelöf, Maguire, Shaw (34' Young) Pogba, McTominay (85' Mata) James, Lingard (56' Greenwood), Rashford Martial                                       | 46' Wan-Bissaka 71' James                         |
| 31 augustus 2019 13:30 St. Mary's Stadium Southampton 30.499 toeschouwers Scheidsrechter: Dean | Southampton FC                                                                                        | 1–1                                | Manchester United                                                                            | De Gea Wan-Bissaka, Maguire, Lindelöf, Young Pogba, McTominay (82' Greenwood), A. Pereira (68' Lingard) James, Mata (68' Matić), Rashford                                  | 40' Maguire 90+4' Young                           |
| 31 augustus 2019 13:30 St. Mary's Stadium Southampton 30.499 toeschouwers Scheidsrechter: Dean | Danso Vestergaard 58'                                                                                 | 0–1 1–1 Report                     | 10' James McTominay                                                                          | De Gea Wan-Bissaka, Maguire, Lindelöf, Young Pogba, McTominay (82' Greenwood), A. Pereira (68' Lingard) James, Mata (68' Matić), Rashford                                  | 40' Maguire 90+4' Young                           |
| 14 september 2019 16:00 Old Trafford Manchester 73.689 toeschouwers Scheidsrechter: Atkinson   | Manchester United                                                                                     | 1–0                                | Leicester City                                                                               | De Gea Wan-Bissaka, Lindelöf, Maguire, Young Matić (67' Fred), McTominay A. Pereira, Mata (69' Chong), James (90' Tuanzebe) Rashford                                       | 84' James                                         |
| 14 september 2019 16:00 Old Trafford Manchester 73.689 toeschouwers Scheidsrechter: Atkinson   | Rashford 8' (pen.)                                                                                    | 1–0 Report                         |                                                                                              | De Gea Wan-Bissaka, Lindelöf, Maguire, Young Matić (67' Fred), McTominay A. Pereira, Mata (69' Chong), James (90' Tuanzebe) Rashford                                       | 84' James                                         |
| 22 september 2019 15:00 Olympisch Stadion Londen 59.936 toeschouwers Scheidsrechter: Taylor    | West Ham United                                                                                       | 2–0                                | Manchester United                                                                            | De Gea Wan-Bissaka, Lindelöf, Maguire, Young McTominay, Matić (71' Fred) A. Pereira, Mata (81' Gomes), James Rashford (14' Lingard)                                        | 48' Mata 83' Young                                |
| 22 september 2019 15:00 Olympisch Stadion Londen 59.936 toeschouwers Scheidsrechter: Taylor    | Anderson Yarmolenko 44' Cresswell 84'                                                                 | 1–0 2–0 Report                     |                                                                                              | De Gea Wan-Bissaka, Lindelöf, Maguire, Young McTominay, Matić (71' Fred) A. Pereira, Mata (81' Gomes), James Rashford (14' Lingard)                                        | 48' Mata 83' Young                                |
| 30 september 2019 21:00 Old Trafford Manchester 73.201 toeschouwers Scheidsrechter: Friend     | Manchester United                                                                                     | 1–1                                | Arsenal FC                                                                                   | De Gea Tuanzebe, Lindelöf, Maguire, Young McTominay, Pogba A. Pereira (74' Greenwood), Lingard (74' Mata), James Rashford                                                  | 27' Rashford 32' A. Pereira 41' Young 68' Lingard |
| 30 september 2019 21:00 Old Trafford Manchester 73.201 toeschouwers Scheidsrechter: Friend     | Rashford McTominay 45'                                                                                | 1–0 1–1 Report                     | 58' Aubameyang Saka                                                                          | De Gea Tuanzebe, Lindelöf, Maguire, Young McTominay, Pogba A. Pereira (74' Greenwood), Lingard (74' Mata), James Rashford                                                  | 27' Rashford 32' A. Pereira 41' Young 68' Lingard |
| 6 oktober 2019 17:30 St. James' Park Newcastle 51.198 toeschouwers Scheidsrechter: Dean        | Newcastle United                                                                                      | 1–0                                | Manchester United                                                                            | De Gea Dalot (60' Rojo), Tuanzebe, Maguire, Young (86' Chong) Fred, McTominay A. Pereira, Mata (66' Greenwood), James Rashford                                             | 3' Fred 30' McTominay 78' Rojo                    |
| 6 oktober 2019 17:30 St. James' Park Newcastle 51.198 toeschouwers Scheidsrechter: Dean        | Willems M. Longstaff 72'                                                                              | 1–0 Report                         |                                                                                              | De Gea Dalot (60' Rojo), Tuanzebe, Maguire, Young (86' Chong) Fred, McTominay A. Pereira, Mata (66' Greenwood), James Rashford                                             | 3' Fred 30' McTominay 78' Rojo                    |
| 20 oktober 2019 17:30 Old Trafford Manchester 73.737 toeschouwers Scheidsrechter: Atkinson     | Manchester United                                                                                     | 1–1                                | Liverpool FC                                                                                 | De Gea Wan-Bissaka, Lindelöf, Maguire, Rojo, Young McTominay, Fred James, A. Pereira (90+4' Williams) Rashford (84' Martial)                                               |                                                   |
| 20 oktober 2019 17:30 Old Trafford Manchester 73.737 toeschouwers Scheidsrechter: Atkinson     | James Rashford 36'                                                                                    | 1–0 1–1 Report                     | 58' Lallana Robertson                                                                        | De Gea Wan-Bissaka, Lindelöf, Maguire, Rojo, Young McTominay, Fred James, A. Pereira (90+4' Williams) Rashford (84' Martial)                                               |                                                   |
| 27 oktober 2019 17:30 Carrow Road Norwich 27.108 toeschouwers Scheidsrechter: Attwell          | Norwich City                                                                                          | 1–3                                | Manchester United                                                                            | De Gea Wan-Bissaka, Lindelöf, Maguire, Young McTominay, Fred James (80' Lingard), A. Pereira (82' Garner), Rashford Martial (75' Greenwood)                                | 45+1' Wan-Bissaka 60' Young                       |
| 27 oktober 2019 17:30 Carrow Road Norwich 27.108 toeschouwers Scheidsrechter: Attwell          | Hernández 88'                                                                                         | 0–1 0–2 0–3 1–3 Report             | 21' McTominay 29' (pen.) Rashford 30' Rashford James 44' (pen.) Martial 73' Martial Rashford | De Gea Wan-Bissaka, Lindelöf, Maguire, Young McTominay, Fred James (80' Lingard), A. Pereira (82' Garner), Rashford Martial (75' Greenwood)                                | 45+1' Wan-Bissaka 60' Young                       |
| 2 november 2019 13:30 Dean Court Bournemouth 10.669 toeschouwers Scheidsrechter: Kavanagh      | AFC Bournemouth                                                                                       | 1–0                                | Manchester United                                                                            | De Gea Wan-Bissaka (81' Williams), Lindelöf, Maguire, Young McTominay, Fred James (81' Greenwood), A. Pereira (68' Lingard), Rashford Martial                              | 35' Fred 64' Lindelöf 67' Young                   |
| 2 november 2019 13:30 Dean Court Bournemouth 10.669 toeschouwers Scheidsrechter: Kavanagh      | Smith King 45'                                                                                        | 1–0 Report                         |                                                                                              | De Gea Wan-Bissaka (81' Williams), Lindelöf, Maguire, Young McTominay, Fred James (81' Greenwood), A. Pereira (68' Lingard), Rashford Martial                              | 35' Fred 64' Lindelöf 67' Young                   |
| 10 november 2019 15:00 Old Trafford Manchester 73.556 toeschouwers Scheidsrechter: Moss        | Manchester United                                                                                     | 3–1                                | Brighton & Hove Albion                                                                       | De Gea Wan-Bissaka, Lindelöf (70' Lingard), Maguire , Williams (90' Rojo) McTominay, Fred James, A. Pereira, Rashford (90' Greenwood) Martial                              | 45' Rashford 88' Williams                         |
| 10 november 2019 15:00 Old Trafford Manchester 73.556 toeschouwers Scheidsrechter: Moss        | Martial A. Pereira 17' Maguire McTominay 19' Martial Rashford 66'                                     | 1–0 2–0 2–1 3–1 Report             | 64' Dunk Groß                                                                                | De Gea Wan-Bissaka, Lindelöf (70' Lingard), Maguire , Williams (90' Rojo) McTominay, Fred James, A. Pereira, Rashford (90' Greenwood) Martial                              | 45' Rashford 88' Williams                         |
| 24 november 2019 17:30 Bramall Lane Sheffield 32.024 toeschouwers Scheidsrechter: Marriner     | Sheffield United                                                                                      | 3–3                                | Manchester United                                                                            | De Gea Lindelöf, Jones (46' Lingard), Maguire Wan-Bissaka, Fred, A. Pereira (73' Greenwood), Williams James, Martial (85' Tuanzebe), Rashford                              | 50' Williams 60' Wan-Bissaka                      |
| 24 november 2019 17:30 Bramall Lane Sheffield 32.024 toeschouwers Scheidsrechter: Marriner     | Fleck 19' Fleck Mousset 52' Robinson McBurnie 90'                                                     | 1–0 2–0 2–1 2–2 2–3 3–3 Report     | 72' Williams 77' Greenwood Rashford 79' Rashford James                                       | De Gea Lindelöf, Jones (46' Lingard), Maguire Wan-Bissaka, Fred, A. Pereira (73' Greenwood), Williams James, Martial (85' Tuanzebe), Rashford                              | 50' Williams 60' Wan-Bissaka                      |
| 1 december 2019 17:30 Old Trafford Manchester 73.381 toeschouwers Scheidsrechter: Pawson       | Manchester United                                                                                     | 2–2                                | Aston Villa                                                                                  | De Gea Wan-Bissaka, Lindelöf, Maguire , Williams (78' Shaw) A. Pereira, Fred James, Mata (74' Lingard), Rashford Martial (82' Greenwood)                                   | 7' Maguire 24' Fred 62' Williams 89' Shaw         |
| 1 december 2019 17:30 Old Trafford Manchester 73.381 toeschouwers Scheidsrechter: Pawson       | Heaton 42' (e.d.) Lindelöf 64'                                                                        | 0–1 1–1 2–1 2–2 Report             | 11' Grealish El Ghazi 66' Mings Targett                                                      | De Gea Wan-Bissaka, Lindelöf, Maguire , Williams (78' Shaw) A. Pereira, Fred James, Mata (74' Lingard), Rashford Martial (82' Greenwood)                                   | 7' Maguire 24' Fred 62' Williams 89' Shaw         |
| 4 december 2019 20:30 Old Trafford Manchester 73.252 toeschouwers Scheidsrechter: Tierney      | Manchester United                                                                                     | 2–1                                | Tottenham Hotspur                                                                            | De Gea Wan-Bissaka, Lindelöf, Maguire, Young Fred, McTominay James, Lingard (87' Shaw), Rashford Greenwood (79' A. Pereira)                                                |                                                   |
| 4 december 2019 20:30 Old Trafford Manchester 73.252 toeschouwers Scheidsrechter: Tierney      | Rashford 6' Rashford 49' (pen.)                                                                       | 1–0 1–1 2–1 Report                 | 39' Alli                                                                                     | De Gea Wan-Bissaka, Lindelöf, Maguire, Young Fred, McTominay James, Lingard (87' Shaw), Rashford Greenwood (79' A. Pereira)                                                |                                                   |
| 7 december 2019 18:30 Etihad Stadium Manchester 54.403 toeschouwers Scheidsrechter: Taylor     | Manchester City                                                                                       | 1–2                                | Manchester United                                                                            | De Gea Wan-Bissaka, Lindelöf, Maguire , Shaw (88' Young) Fred, McTominay James, Lingard (88' Tuanzebe), Rashford Martial (73' A. Pereira)                                  | 54' De Gea 75' A. Pereira                         |
| 7 december 2019 18:30 Etihad Stadium Manchester 54.403 toeschouwers Scheidsrechter: Taylor     | Mahrez Otamendi 85'                                                                                   | 0–1 0–2 1–2 Report                 | 23' (pen.) Rashford 29' Martial James                                                        | De Gea Wan-Bissaka, Lindelöf, Maguire , Shaw (88' Young) Fred, McTominay James, Lingard (88' Tuanzebe), Rashford Martial (73' A. Pereira)                                  | 54' De Gea 75' A. Pereira                         |
| 15 december 2019 15:00 Old Trafford Manchester 73.328 toeschouwers Scheidsrechter: Oliver      | Manchester United                                                                                     | 1–1                                | Everton                                                                                      | De Gea Wan-Bissaka, Lindelöf, Maguire , Shaw McTominay, Fred James (86' Mata), Lingard (65' Greenwood), Rashford Martial                                                   | 66' Lindelöf                                      |
| 15 december 2019 15:00 Old Trafford Manchester 73.328 toeschouwers Scheidsrechter: Oliver      | James Greenwood 77'                                                                                   | 0–1 1–1 Report                     | 36' (e.d.) Shaw                                                                              | De Gea Wan-Bissaka, Lindelöf, Maguire , Shaw McTominay, Fred James (86' Mata), Lingard (65' Greenwood), Rashford Martial                                                   | 66' Lindelöf                                      |
| 22 december 2019 15:30 Vicarage Road Watford 21.488 toeschouwers Scheidsrechter: Mason         | Watford                                                                                               | 2–0                                | Manchester United                                                                            | De Gea Wan-Bissaka, Lindelöf, Maguire , Shaw Fred, McTominay (72' Mata) James (58' Greenwood), Lingard (64' Pogba), Rashford Martial                                       | 38' Shaw                                          |
| 22 december 2019 15:30 Vicarage Road Watford 21.488 toeschouwers Scheidsrechter: Mason         | Kabasele Sarr 50' Deeney 54' (pen.)                                                                   | 1–0 2–0 Report                     |                                                                                              | De Gea Wan-Bissaka, Lindelöf, Maguire , Shaw Fred, McTominay (72' Mata) James (58' Greenwood), Lingard (64' Pogba), Rashford Martial                                       | 38' Shaw                                          |
| 26 december 2019 18:30 Old Trafford Manchester 73.206 toeschouwers Scheidsrechter: Friend      | Manchester United                                                                                     | 4–1                                | Newcastle United                                                                             | De Gea Wan-Bissaka, Maguire , Lindelöf, Shaw McTominay (46' Pogba), Fred Greenwood, A. Pereira, Rashford (63' Lingard) Martial (67' Mata)                                  | 1' McTominay 35' A. Pereira                       |
| 26 december 2019 18:30 Old Trafford Manchester 73.206 toeschouwers Scheidsrechter: Friend      | A. Pereira Rashford 24' Greenwood 36' Wan-Bissaka Rashford 41' Martial 51'                            | 0–1 1–1 2–1 3–1 4–1 Report         | 17' Longstaff Joelinton                                                                      | De Gea Wan-Bissaka, Maguire , Lindelöf, Shaw McTominay (46' Pogba), Fred Greenwood, A. Pereira, Rashford (63' Lingard) Martial (67' Mata)                                  | 1' McTominay 35' A. Pereira                       |
| Terugronde                                                                                     | |                                    |                                                                                              | |                                                   |
| 28 december 2019 20:45 Turf Moor Burnley 21.924 toeschouwers Scheidsrechter: Mike Dean         | Burnley FC                                                                                            | 0–2                                | Manchester United                                                                            | De Gea Young , Lindelöf, Maguire, Williams Fred, Matić James, A. Pereira (73' Lingard), Rashford Martial (90' Shaw)                                                        | 90+2' Williams 90+4' Lingard 90+4' Fred           |
| 28 december 2019 20:45 Turf Moor Burnley 21.924 toeschouwers Scheidsrechter: Mike Dean         | | 0–1 0–2 Report                     | 44' Martial A. Pereira 90+5' Rashford James                                                  | De Gea Young , Lindelöf, Maguire, Williams Fred, Matić James, A. Pereira (73' Lingard), Rashford Martial (90' Shaw)                                                        | 90+2' Williams 90+4' Lingard 90+4' Fred           |
| 1 januari 2020 21:00 Emirates Stadium Londen 60.328 toeschouwers Scheidsrechter: Kavanagh      | Arsenal FC                                                                                            | 2–0                                | Manchester United                                                                            | De Gea Wan-Bissaka, Lindelöf, Maguire , Shaw Fred, Matić 80' Mata James (58' Greenwood), Lingard (58' A. Pereira), Rashford Martial                                        |                                                   |
| 1 januari 2020 21:00 Emirates Stadium Londen 60.328 toeschouwers Scheidsrechter: Kavanagh      | Pépé 8' Sokratis 42'                                                                                  | 1–0 2–0 Report                     |                                                                                              | De Gea Wan-Bissaka, Lindelöf, Maguire , Shaw Fred, Matić 80' Mata James (58' Greenwood), Lingard (58' A. Pereira), Rashford Martial                                        |                                                   |
| 11 januari 2020 16:00 Old Trafford Manchester 73.271 toeschouwers Scheidsrechter: Taylor       | Manchester United                                                                                     | 4–0                                | Norwich City                                                                                 | De Gea Wan-Bissaka, Lindelöf, Maguire , Williams Fred, Matić A. Pereira (71' Greenwood), Mata, Rashford (59' James) Martial (79' Gomes)                                    |                                                   |
| 11 januari 2020 16:00 Old Trafford Manchester 73.271 toeschouwers Scheidsrechter: Taylor       | Mata Rashford 27' Rashford 52' (pen.) Mata Martial 54' Greenwood 76'                                  | 1–0 2–0 3–0 4–0 Report             |                                                                                              | De Gea Wan-Bissaka, Lindelöf, Maguire , Williams Fred, Matić A. Pereira (71' Greenwood), Mata, Rashford (59' James) Martial (79' Gomes)                                    |                                                   |
| 19 januari 2020 17:30 Anfield Liverpool 52.916 toeschouwers Scheidsrechter: Pawson             | Liverpool FC                                                                                          | 2–0                                | Manchester United                                                                            | De Gea Wan-Bissaka, Lindelöf, Maguire , Shaw (87' Dalot), Williams (74' Greenwood) Matić, Fred, A. Pereira (74' Mata) James, Martial                                       | 8' Matić 25' De Gea 72' Shaw                      |
| 19 januari 2020 17:30 Anfield Liverpool 52.916 toeschouwers Scheidsrechter: Pawson             | Alexander-Arnold Van Dijk 14' Alisson Salah 90+3'                                                     | 1–0 2–0 Report                     |                                                                                              | De Gea Wan-Bissaka, Lindelöf, Maguire , Shaw (87' Dalot), Williams (74' Greenwood) Matić, Fred, A. Pereira (74' Mata) James, Martial                                       | 8' Matić 25' De Gea 72' Shaw                      |
| 22 januari 2020 21:15 Old Trafford Manchester 73.198 toeschouwers Scheidsrechter: Moss         | Manchester United                                                                                     | 0–2                                | Burnley FC                                                                                   | De Gea Wan-Bissaka, Maguire , Jones, Williams (69' Shaw) Matić, Fred A. Pereira (45' Greenwood), Mata, James (69' Lingard) Martial                                         |                                                   |
| 22 januari 2020 21:15 Old Trafford Manchester 73.198 toeschouwers Scheidsrechter: Moss         | | 0–1 0–2 Report                     | 39' Wood Mee 56' Rodriguez Wood                                                              | De Gea Wan-Bissaka, Maguire , Jones, Williams (69' Shaw) Matić, Fred A. Pereira (45' Greenwood), Mata, James (69' Lingard) Martial                                         |                                                   |
| 1 februari 2020 18:30 Old Trafford Manchester 73.363 toeschouwers Scheidsrechter: Tierney      | Manchester United                                                                                     | 0–0                                | Wolverhampton Wanderers                                                                      | De Gea Wan-Bissaka, Lindelöf, Maguire , Shaw Fred, A. Pereira (72' Greenwood) Mata (88' Lingard), Fernandes, James (88' Dalot) Martial                                     | 55' Fernandes 79' Lindelöf 84' Shaw               |
| 1 februari 2020 18:30 Old Trafford Manchester 73.363 toeschouwers Scheidsrechter: Tierney      | Report                                                                                                |                                    |                                                                                              | De Gea Wan-Bissaka, Lindelöf, Maguire , Shaw Fred, A. Pereira (72' Greenwood) Mata (88' Lingard), Fernandes, James (88' Dalot) Martial                                     | 55' Fernandes 79' Lindelöf 84' Shaw               |
| 17 februari 2020 21:00 Stamford Bridge Londen 40.504 toeschouwers Scheidsrechter: Taylor       | Chelsea FC                                                                                            | 0–2                                | Manchester United                                                                            | De Gea Wan-Bissaka, Maguire , Bailly, Shaw, Williams Fred, Matić Fernandes (90' Dalot) James (80' A. Pereira), Martial (90' Ighalo)                                        | 59' Fred 76' Williams 79' Wan-Bissaka             |
| 17 februari 2020 21:00 Stamford Bridge Londen 40.504 toeschouwers Scheidsrechter: Taylor       | | 0–1 0–2 Report                     | 45' Martial Wan-Bissaka 66' Maguire Fernandes                                                | De Gea Wan-Bissaka, Maguire , Bailly, Shaw, Williams Fred, Matić Fernandes (90' Dalot) James (80' A. Pereira), Martial (90' Ighalo)                                        | 59' Fred 76' Williams 79' Wan-Bissaka             |
| 23 februari 2020 15:00 Old Trafford Manchester 73.347 toeschouwers Scheidsrechter: Atkinson    | Manchester United                                                                                     | 3–0                                | Watford FC                                                                                   | De Gea Wan-Bissaka, Lindelöf, Maguire , Shaw Matić, Fred (80' McTominay) James, Fernandes, Greenwood (80' Chong) Martial (80' Ighalo)                                      |                                                   |
| 23 februari 2020 15:00 Old Trafford Manchester 73.347 toeschouwers Scheidsrechter: Atkinson    | Fernandes 42' (pen.) Martial 58' Fernandes Greenwood 75'                                              | 1–0 2–0 3–0 Report                 |                                                                                              | De Gea Wan-Bissaka, Lindelöf, Maguire , Shaw Matić, Fred (80' McTominay) James, Fernandes, Greenwood (80' Chong) Martial (80' Ighalo)                                      |                                                   |
| 1 maart 2020 15:00 Goodison Park Liverpool 39.374 toeschouwers Scheidsrechter: Kavanagh        | Everton FC                                                                                            | 1–1                                | Manchester United                                                                            | De Gea Wan-Bissaka, Lindelöf, Maguire , Shaw Matić, Fred, McTominay (72' Mata) Fernandes Greenwood (72' Ighalo), Martial (89' Williams)                                    | 41' Shaw 45' Maguire 56' Lindelöf 70' Fred        |
| 1 maart 2020 15:00 Goodison Park Liverpool 39.374 toeschouwers Scheidsrechter: Kavanagh        | Calvert-Lewin 3'                                                                                      | 1–0 1–1 Report                     | 31' Fernandes Matić                                                                          | De Gea Wan-Bissaka, Lindelöf, Maguire , Shaw Matić, Fred, McTominay (72' Mata) Fernandes Greenwood (72' Ighalo), Martial (89' Williams)                                    | 41' Shaw 45' Maguire 56' Lindelöf 70' Fred        |
| 8 maart 2020 17:30 Old Trafford Manchester 73.288 toeschouwers Scheidsechter: Dean             | Manchester United                                                                                     | 2–0                                | Manchester City                                                                              | De Gea Lindelöf, Maguire , Shaw Wan-Bissaka, Matić, Fred, Fernandes (88' Ighalo), Williams (78' Bailly) James, Martial (78' McTominay)                                     | 42' Fred 90+5' Maguire                            |
| 8 maart 2020 17:30 Old Trafford Manchester 73.288 toeschouwers Scheidsechter: Dean             | Fernandes Martial 30' McTominay 90+6'                                                                 | 1–0 2–0 Report                     |                                                                                              | De Gea Lindelöf, Maguire , Shaw Wan-Bissaka, Matić, Fred, Fernandes (88' Ighalo), Williams (78' Bailly) James, Martial (78' McTominay)                                     | 42' Fred 90+5' Maguire                            |
| 19 juni 2020 21:15 Tottenham Hotspur Stadium Londen 0 toeschouwers Scheidsrechter: Moss        | Tottenham Hotspur                                                                                     | 1–1                                | Manchester United                                                                            | De Gea Wan-Bissaka, Lindelöf (78' Matić), Maguire , Shaw McTominay (89' Bailly), Fred (63' Pogba), Fernandes James (62' Greenwood), Martial (78' Ighalo), Rashford         | 41' James                                         |
| 19 juni 2020 21:15 Tottenham Hotspur Stadium Londen 0 toeschouwers Scheidsrechter: Moss        | Aurier Bergwijn 27'                                                                                   | 1–0 1–1 Report                     | 81' (pen.) Fernandes                                                                         | De Gea Wan-Bissaka, Lindelöf (78' Matić), Maguire , Shaw McTominay (89' Bailly), Fred (63' Pogba), Fernandes James (62' Greenwood), Martial (78' Ighalo), Rashford         | 41' James                                         |
| 24 juni 2020 19:00 Old Trafford Manchester 0 toeschouwers Scheidsrechter: Taylor               | Manchester United                                                                                     | 3–0                                | Sheffield United                                                                             | De Gea Wan-Bissaka, Lindelöf, Maguire , Shaw Matić, Pogba (79' McTominay) Greenwood (79' James), Fernandes (79' Mata), Rashford (79' A. Pereira) Martial (79' Ighalo)      | 67' Shaw                                          |
| 24 juni 2020 19:00 Old Trafford Manchester 0 toeschouwers Scheidsrechter: Taylor               | Rashford Martial 7' Wan-Bissaka Martial 44' Rashford Martial 74'                                      | 1–0 2–0 3–0 Report                 |                                                                                              | De Gea Wan-Bissaka, Lindelöf, Maguire , Shaw Matić, Pogba (79' McTominay) Greenwood (79' James), Fernandes (79' Mata), Rashford (79' A. Pereira) Martial (79' Ighalo)      | 67' Shaw                                          |
| 30 juni 2020 21:15 Falmer Stadium Falmer 0 toeschouwers Scheidsrechter: Marriner               | Brighton & Hove Albion                                                                                | 0–3                                | Manchester United                                                                            | De Gea Wan-Bissaka, Lindelöf, Maguire , Shaw (64' Williams) Fernandes (64' A. Pereira), Matić, Pogba (64' McTominay) Greenwood, Martial (78' Ighalo), Rashford (78' James) | 49' Shaw                                          |
| 30 juni 2020 21:15 Falmer Stadium Falmer 0 toeschouwers Scheidsrechter: Marriner               | | 0–1 0–2 0–3 Report                 | 16' Greenwood Wan-Bissaka 29' Fernandes Pogba 50' Fernandes Greenwood                        | De Gea Wan-Bissaka, Lindelöf, Maguire , Shaw (64' Williams) Fernandes (64' A. Pereira), Matić, Pogba (64' McTominay) Greenwood, Martial (78' Ighalo), Rashford (78' James) | 49' Shaw                                          |
| 4 juli 2020 16:00 Old Trafford Manchester 0 toeschouwers Scheidsrechter: Dean                  | Manchester United                                                                                     | 5–2                                | AFC Bournemouth                                                                              | De Gea Wan-Bissaka, Lindelöf (45' Bailly), Maguire , Shaw Matić (66' Fred), Pogba Greenwood (75' James), Fernandes, Rashford (80' Ighalo) Martial (80' Mata)               |                                                   |
| 4 juli 2020 16:00 Old Trafford Manchester 0 toeschouwers Scheidsrechter: Dean                  | Fernandes Greenwood 29' Rashford 35' (pen.) Fernandes Martial 45+2' Matić Greenwood 54' Fernandes 59' | 0–1 1–1 2–1 3–1 3–2 4–2 5–2 Report | 15' Stanislas King 49' (pen.) King                                                           | De Gea Wan-Bissaka, Lindelöf (45' Bailly), Maguire , Shaw Matić (66' Fred), Pogba Greenwood (75' James), Fernandes, Rashford (80' Ighalo) Martial (80' Mata)               |                                                   |
| 9 juli 2020 21:15 Villa Park Birmingham 0 toeschouwers Scheidsrechter: Moss                    | Aston Villa                                                                                           | 0–3                                | Manchester United                                                                            | De Gea Wan-Bissaka (66' Williams), Lindelöf, Maguire , Shaw Matić (66' McTominay), Pogba Greenwood (79' James), Fernandes (71' Fred), Rashford Martial (79' Ighalo)        | 40' Wan-Bissaka 45+3' Matić 87' Fred              |
| 9 juli 2020 21:15 Villa Park Birmingham 0 toeschouwers Scheidsrechter: Moss                    | | 0–1 0–2 0–3 Report                 | 27' (pen.) Fernandes 45+5' Greenwood Martial 58' Pogba Fernandes                             | De Gea Wan-Bissaka (66' Williams), Lindelöf, Maguire , Shaw Matić (66' McTominay), Pogba Greenwood (79' James), Fernandes (71' Fred), Rashford Martial (79' Ighalo)        | 40' Wan-Bissaka 45+3' Matić 87' Fred              |
| 13 juli 2020 21:00 Old Trafford Manchester 0 toeschouwers Scheidsrechter: Kavanagh             | Manchester United                                                                                     | 2–2                                | Southampton FC                                                                               | De Gea Wan-Bissaka, Lindelöf, Maguire , Shaw (75' Williams) Matić, Pogba (63' Fred) Greenwood (84' James), Fernandes (84' McTominay), Rashford Martial                     | 90+2' Wan-Bissaka                                 |
| 13 juli 2020 21:00 Old Trafford Manchester 0 toeschouwers Scheidsrechter: Kavanagh             | Martial Rashford 20' Fernandes Martial 23'                                                            | 0–1 1–1 2–1 2–2 Report             | 12' Armstrong Redmond 90+6' Obafemi Bednarek                                                 | De Gea Wan-Bissaka, Lindelöf, Maguire , Shaw (75' Williams) Matić, Pogba (63' Fred) Greenwood (84' James), Fernandes (84' McTominay), Rashford Martial                     | 90+2' Wan-Bissaka                                 |
| 16 juli 2020 21:15 Selhurst Park Londen 0 toeschouwers Scheidsechter: Scott                    | Crystal Palace                                                                                        | 0–2                                | Manchester United                                                                            | De Gea Wan-Bissaka, Lindelöf, Maguire , Fosu-Mensah McTominay (63' Matić), Pogba Greenwood (63' Lingard), Fernandes, Rashford Martial                                      | 36' Wan-Bissaka 65' Maguire                       |
| 16 juli 2020 21:15 Selhurst Park Londen 0 toeschouwers Scheidsechter: Scott                    | | 0–1 0–2 Report                     | 45+1' Rashford 78' Martial Rashford                                                          | De Gea Wan-Bissaka, Lindelöf, Maguire , Fosu-Mensah McTominay (63' Matić), Pogba Greenwood (63' Lingard), Fernandes, Rashford Martial                                      | 36' Wan-Bissaka 65' Maguire                       |
| 22 juli 2020 19:00 Old Trafford Manchester 0 toeschouwers Scheidsrechter: Tierney              | Manchester United                                                                                     | 1–1                                | West Ham United                                                                              | De Gea Fosu-Mensah (46' Wan-Bissaka), Lindelöf, Maguire , Williams Matić, Pogba Greenwood, Fernandes, Rashford (84' Ighalo) Martial                                        | 44' Fosu-Mensah 70' Rashford 81' Fernandes        |
| 22 juli 2020 19:00 Old Trafford Manchester 0 toeschouwers Scheidsrechter: Tierney              | Martial Greenwood 51'                                                                                 | 0–1 1–1 Report                     | 45+2' (pen.) Antonio                                                                         | De Gea Fosu-Mensah (46' Wan-Bissaka), Lindelöf, Maguire , Williams Matić, Pogba Greenwood, Fernandes, Rashford (84' Ighalo) Martial                                        | 44' Fosu-Mensah 70' Rashford 81' Fernandes        |
| 26 juli 2020 17:00 King Power Stadium Leicester 0 toeschouwers Scheidrechter: Atkinson         | Leicester City                                                                                        | 0–2                                | Manchester United                                                                            | De Gea Wan-Bissaka, Lindelöf, Maguire , Williams Matić, Pogba Greenwood (77' Lingard), Fernandes (85' McTominay), Rashford (90+7' Fosu-Mensah) Martial (90+7' Ighalo)      | 9' Maguire 63' Lindelöf 90' Pogba 90+2' Williams  |
| 26 juli 2020 17:00 King Power Stadium Leicester 0 toeschouwers Scheidrechter: Atkinson         | | 0–1 0–2 Report                     | 71' (pen.) Fernandes 90+8' Lingard                                                           | De Gea Wan-Bissaka, Lindelöf, Maguire , Williams Matić, Pogba Greenwood (77' Lingard), Fernandes (85' McTominay), Rashford (90+7' Fosu-Mensah) Martial (90+7' Ighalo)      | 9' Maguire 63' Lindelöf 90' Pogba 90+2' Williams  |

## FA Cup
De eerste twee rondes was Manchester United vrij van deelname. In de derde ronde is Manchester United ingestroomd.

### Toernooischema
|  | Derde ronde | Derde ronde             | Derde ronde |  |   | Vierde ronde      | Vierde ronde    | Vierde ronde |  |    | Vijfde ronde      | Vijfde ronde | Vijfde ronde |   |                        | Kwartfinale  | Kwartfinale | Kwartfinale |   |                   | Halve finale | Halve finale | Halve finale |  |  | Finale | Finale | Finale |
|  |             |                         |             |  |   |                   |                 |              |  |    |                   |              |              |   |                        |              |             |             |   |                   |              |              |              |  |  |        |        |        |
|  | I           | Wolverhampton Wanderers | ( 0, 0 ) 0  |  |   |                   |                 |              |  |    |                   |              |              |   |                        |              |             |             |   |                   |              |              |              |  |  |        |        |        |
|  | I           | Manchester United       | ( 0, 1 ) 1  |  |   | III               | Tranmere Rovers | 0            |  |    |                   |              |              |   |                        |              |             |             |   |                   |              |              |              |  |  |        |        |        |
|  |             |                         |             |  | I | Manchester United | 6               |              |  | II | Derby County      | 0            |              |   |                        |              |             |             |   |                   |              |              |              |  |  |        |        |        |
|  |             |                         |             |  |   |                   |                 |              |  | I  | Manchester United | 3            |              |   | I                      | Norwich City | 1           |             |   |                   |              |              |              |  |  |        |        |        |
|  |             |                         |             |  |   |                   |                 |              |  |    |                   |              |              | I | Manchester United n.v. | 2            |             |             | I | Manchester United | 1            |              |              |  |  |        |        |        |
|  |             |                         |             |  |   |                   |                 |              |  |    |                   |              |              |   |                        |              |             |             |   |                   | I            | Chelsea FC   | 3            |  |  |        |        |        |
|  |             |                         |             |  |   |                   |                 |              |  |    |                   |              |              |   |                        |              |             |             |   |                   |              |              |              |  |  |        |        |        |

### Wedstrijden
| FA Cup                                                                                          |                         |                                | | |                                    |
| Wedstrijddetails                                                                                | Thuisploeg              | Uitslag                        | Uitploeg | Opstelling | Kaarten                            |
| Derde ronde                                                                                     |                         |                                | | |                                    |
| 4 januari 2020 18:31 Molineux Stadium Wolverhampton 31.381 toeschouwers Scheidsrechter: Tierney | Wolverhampton Wanderers | 0–0                            | Manchester United | Romero Young , Lindelöf, Maguire, Williams Matić, A. Pereira Chong (82' Dalot), Mata (70' Fred), James (70' Rashford) Greenwood                                           | 86' Young                          |
| 4 januari 2020 18:31 Molineux Stadium Wolverhampton 31.381 toeschouwers Scheidsrechter: Tierney | Report                  |                                | | Romero Young , Lindelöf, Maguire, Williams Matić, A. Pereira Chong (82' Dalot), Mata (70' Fred), James (70' Rashford) Greenwood                                           | 86' Young                          |
| 15 januari 2020 20:45 Old Trafford Manchester 67.025 toeschouwers Scheidsrechter: Friend        | Manchester United       | 1–0                            | Wolverhampton Wanderers                                                                                               | Romero Wan-Bissaka, Lindelöf, Maguire , Williams Matić, Fred Greenwood (64' A. Pereira), Mata, James (64' Rashford (79' Lingard)) Martial                                 | 37' Fred 74' Maguire               |
| 15 januari 2020 20:45 Old Trafford Manchester 67.025 toeschouwers Scheidsrechter: Friend        | Martial Mata 67'        | 1–0 Report                     | | Romero Wan-Bissaka, Lindelöf, Maguire , Williams Matić, Fred Greenwood (64' A. Pereira), Mata, James (64' Rashford (79' Lingard)) Martial                                 | 37' Fred 74' Maguire               |
| Zestiende finale                                                                                |                         |                                | | |                                    |
| 26 januari 2020 16:00 Prenton Park Birkenhead 13.779 toeschouwers Scheidsrechter: Mason         | Tranmere Rovers         | 0–6                            | Manchester United | Romero Dalot, Lindelöf, Maguire (64' Williams), Jones, Shaw Matić (45' Fred), A. Pereira, Lingard Martial (45' Chong), Greenwood                                          | 4' Jones                           |
| 26 januari 2020 16:00 Prenton Park Birkenhead 13.779 toeschouwers Scheidsrechter: Mason         |                         | 0–1 0–2 0–3 0–4 0–5 0–6 Report | 10' Maguire Lindelöf 13' Dalot Martial 16' Lingard Maguire 41' Jones A. Pereira 45' Martial Shaw 56' (pen.) Greenwood | Romero Dalot, Lindelöf, Maguire (64' Williams), Jones, Shaw Matić (45' Fred), A. Pereira, Lingard Martial (45' Chong), Greenwood                                          | 4' Jones                           |
| Achtste finale                                                                                  |                         |                                | | |                                    |
| 5 maart 2020 20:45 Pride Park Stadium Derby 31.379 toeschouwers Scheidsrechter: Pawson          | Derby County            | 0–3                            | Manchester United | Romero Dalot, Lindelöf, Bailly, Shaw (80' Williams) Fred (73' Martial), McTominay Mata , Fernandes (66' A. Pereira), Lingard Ighalo                                       | 17' Shaw 64' Bailly 90+3' Williams |
| 5 maart 2020 20:45 Pride Park Stadium Derby 31.379 toeschouwers Scheidsrechter: Pawson          |                         | 0–1 0–2 0–3 Report             | 33' Shaw 41' Ighalo Shaw 70' Ighalo                                                                                   | Romero Dalot, Lindelöf, Bailly, Shaw (80' Williams) Fred (73' Martial), McTominay Mata , Fernandes (66' A. Pereira), Lingard Ighalo                                       | 17' Shaw 64' Bailly 90+3' Williams |
| Kwartfinale                                                                                     |                         |                                | | |                                    |
| 27 juni 2020 18:30 Carrow Road Norwich 0 toeschouwers Scheidsrechter: Moss                      | Norwich City            | 1–2 n.v.                       | Manchester United | Romero Dalot (62' Williams), Bailly (96' Martial), Maguire , Shaw McTominay (78' Matić), Fred (78' Pogba) Mata (63' Greenwood), Fernandes, Lingard (63' Rashford) Ighalo  | 109' Fernandes                     |
| 27 juni 2020 18:30 Carrow Road Norwich 0 toeschouwers Scheidsrechter: Moss                      | Buendía Cantwell 75'    | 0–1 1–1 1–2 Report             | 51' Ighalo 118' Maguire Martial                                                                                       | Romero Dalot (62' Williams), Bailly (96' Martial), Maguire , Shaw McTominay (78' Matić), Fred (78' Pogba) Mata (63' Greenwood), Fernandes, Lingard (63' Rashford) Ighalo  | 109' Fernandes                     |
| Halve finale                                                                                    |                         |                                | | |                                    |
| 19 juli 2020 19:00 Wembley Stadium Londen 0 toeschouwers Scheidrechter: Dean                    | Manchester United       | 1–3                            | Chelsea FC | De Gea Wan-Bissaka (79' Fosu-Mensah), Lindelöf, Bailly (45+2' Martial), Maguire, Williams Matić, Fred (56' Pogba), Fernandes James (56' Greenwood), Rashford (79' Ighalo) | 71' Pogba                          |
| 19 juli 2020 19:00 Wembley Stadium Londen 0 toeschouwers Scheidrechter: Dean                    | Fernandes 85' (pen.)    | 0–1 0–2 0–3 1–3 Report         | 45+11' Giroud Azpilicueta 46' Mount 74' (e.d.) Maguire                                                                | De Gea Wan-Bissaka (79' Fosu-Mensah), Lindelöf, Bailly (45+2' Martial), Maguire, Williams Matić, Fred (56' Pogba), Fernandes James (56' Greenwood), Rashford (79' Ighalo) | 71' Pogba                          |

## League Cup
De eerste twee rondes was Manchester United vrij van deelname. In de derde ronde is Manchester United ingestroomd.

### Toernooischema
|  | Derde ronde | Derde ronde       | Derde ronde |  |   | Vierde ronde      | Vierde ronde | Vierde ronde |  |    | Kwartfinale       | Kwartfinale | Kwartfinale |   |                 | Halve finale      | Halve finale | Halve finale |  |  | Finale | Finale | Finale |  |  |  |  |  |
|  |             |                   |             |  |   |                   |              |              |  |    |                   |             |             |   |                 |                   |              |              |  |  |        |        |        |  |  |  |  |  |
|  | I           | Manchester United | 1 (5)       |  |   |                   |              |              |  |    |                   |             |             |   |                 |                   |              |              |  |  |        |        |        |  |  |  |  |  |
|  | III         | Rochdale AFC      | 1 (4)       |  |   | I                 | Chelsea FC   | 1            |  |    |                   |             |             |   |                 |                   |              |              |  |  |        |        |        |  |  |  |  |  |
|  |             |                   |             |  | I | Manchester United | 2            |              |  | I  | Manchester United | 3           |             |   |                 |                   |              |              |  |  |        |        |        |  |  |  |  |  |
|  |             |                   |             |  |   |                   |              |              |  | IV | Colchester United | 0           |             |   | I               | Manchester United | ( 1, 1 ) 2   |              |  |  |        |        |        |  |  |  |  |  |
|  |             |                   |             |  |   |                   |              |              |  |    |                   |             |             | I | Manchester City | ( 3, 0 ) 3        |              |              |  |  |        |        |        |  |  |  |  |  |
|  |             |                   |             |  |   |                   |              |              |  |    |                   |             |             |   |                 |                   |              |              |  |  |        |        |        |  |  |  |  |  |
|  |             |                   |             |  |   |                   |              |              |  |    |                   |             |             |   |                 |                   |              |              |  |  |        |        |        |  |  |  |  |  |

### Wedstrijden
| League Cup                                                                                 |                                                            |                                                      |                                                               | |                                       |
| Wedstrijddetails                                                                           | Thuisploeg                                                 | Uitslag                                              | Uitploeg                                                      | Opstelling | Kaarten                               |
| Zestiende finale                                                                           |                                                            |                                                      |                                                               | |                                       |
| 25 september 2019 21:00 Old Trafford Manchester 58.314 toeschouwers Scheidsrechter: Brooks | Manchester United                                          | 1–1 5–3 n.s.                                         | Rochdale AFC                                                  | Romero Wan-Bissaka, Jones (45' Williams), Tuanzebe , Rojo Fred, Pogba A. Pereira, Lingard (85' Mata), Chong (60' James) Greenwood          | 72' Williams                          |
| 25 september 2019 21:00 Old Trafford Manchester 58.314 toeschouwers Scheidsrechter: Brooks | Lingard Greenwood 68' Mata A. Pereira Fred Greenwood James | 1–0 1–1 Pen.: 1–0 1–1 2–1 3–1 3–2 4–2 4–3 5–3 Report | 76' Matheson Rathbone Andrew Keohane Morley Wilbraham         | Romero Wan-Bissaka, Jones (45' Williams), Tuanzebe , Rojo Fred, Pogba A. Pereira, Lingard (85' Mata), Chong (60' James) Greenwood          | 72' Williams                          |
| Achtste finale                                                                             |                                                            |                                                      |                                                               | |                                       |
| 30 oktober 2019 21:05 Stamford Bridge Londen 38.645 toeschouwers Scheidsrechter: Tierney   | Chelsea FC                                                 | 1–2                                                  | Manchester United                                             | Romero Wan-Bissaka, Lindelöf (66' Martial), Maguire , Rojo, Williams Fred, McTominay, Lingard (66' A. Pereira) James, Rashford (80' Young) | 11' McTominay 83' Fred                |
| 30 oktober 2019 21:05 Stamford Bridge Londen 38.645 toeschouwers Scheidsrechter: Tierney   | Batshuayi 61'                                              | 0–1 1–1 1–2 Report                                   | 25' (pen.) Rashford 73' Rashford                              | Romero Wan-Bissaka, Lindelöf (66' Martial), Maguire , Rojo, Williams Fred, McTominay, Lingard (66' A. Pereira) James, Rashford (80' Young) | 11' McTominay 83' Fred                |
| Kwartfinale                                                                                |                                                            |                                                      |                                                               | |                                       |
| 18 december 2019 21:00 Old Trafford Manchester 57.559 toeschouwers Scheidsrechter: Coote   | Manchester United                                          | 3–0                                                  | Colchester United                                             | Romero Young , Tuanzebe (65' Garner), Maguire, Shaw (61' Williams) Matić, A. Pereira Greenwood, Mata, Rashford (61' Lingard) Martial       | 22' Young                             |
| 18 december 2019 21:00 Old Trafford Manchester 57.559 toeschouwers Scheidsrechter: Coote   | Matić Rashford 51' Jackson 56' Rashford Martial 61'        | 1–0 2–0 3–0 Report                                   |                                                               | Romero Young , Tuanzebe (65' Garner), Maguire, Shaw (61' Williams) Matić, A. Pereira Greenwood, Mata, Rashford (61' Lingard) Martial       | 22' Young                             |
| Halve finale                                                                               |                                                            |                                                      |                                                               | |                                       |
| 7 januari 2020 21:00 Old Trafford Manchester 69.023 toeschouwers Scheidsrechter: Dean      | Manchester United                                          | 1–3                                                  | Manchester City                                               | De Gea Wan-Bissaka, Jones, Lindelöf, Williams Fred, A. Pereira James (64' Gomes), Lingard (45' Matić), Rashford Greenwood (81' Martial)    | 35' Lingard 52' Fred 73' Williams     |
| 7 januari 2020 21:00 Old Trafford Manchester 69.023 toeschouwers Scheidsrechter: Dean      | Greenwood Rashford 70'                                     | 0–1 0–2 0–3 1–3 Report                               | 17' B. Silva Walker 33' Mahrez B. Silva 38' (e.d.) A. Pereira | De Gea Wan-Bissaka, Jones, Lindelöf, Williams Fred, A. Pereira James (64' Gomes), Lingard (45' Matić), Rashford Greenwood (81' Martial)    | 35' Lingard 52' Fred 73' Williams     |
| 29 januari 2020 20:45 Etihad Stadium Manchester 51.000 toeschouwers Scheidsrechter: Friend | Manchester City                                            | 0–1                                                  | Manchester United                                             | De Gea Wan-Bissaka, Lindelöf, Maguire , Shaw (79' Mata), Williams Fred, Matić, Lingard (65' A. Pereira) Greenwood (46' James), Martial     | 51' Matić 76' Matić 90+4' Wan-Bissaka |
| 29 januari 2020 20:45 Etihad Stadium Manchester 51.000 toeschouwers Scheidsrechter: Friend |                                                            | 0–1 Report                                           | 35' Matić                                                     | De Gea Wan-Bissaka, Lindelöf, Maguire , Shaw (79' Mata), Williams Fred, Matić, Lingard (65' A. Pereira) Greenwood (46' James), Martial     | 51' Matić 76' Matić 90+4' Wan-Bissaka |

## UEFA Europa League

### Groepsfase
| Pos | Team              | Wed | W | G | V | Ptn | DV | DT | +/− |
| --- | ----------------- | --- | - | - | - | --- | -- | -- | --- |
| 1   | Manchester United | 6   | 4 | 1 | 1 | 13  | 10 | 2  | +8  |
| 2   | AZ                | 6   | 2 | 3 | 1 | 9   | 15 | 8  | +7  |
| 3   | FK Partizan       | 6   | 2 | 2 | 2 | 8   | 10 | 10 | 0   |
| 4   | Astana FK         | 6   | 1 | 0 | 5 | 3   | 4  | 19 | −15 |

| 1 |

| 3 |

| 2 |

| 4 |

| 1 |

| 7 |

| 1 |

| 10 |

| 1 |

| 10 |

| 1 |

| 13 |

| Legenda       |                                                           |
| Plaats:       | Kwalificatie voor:                                        |
| 1e & 2e       | Geplaatst voor de knock-outfase                           |
| 3e & 4e       | Uitgeschakeld                                             |
| Symbool/kleur |                                                           |
| Gestegen      | Plaats(en) gestegen ten opzichte van vorige speelronde    |
| Stabiel       | Plaats gelijk gebleven ten opzichte van vorige speelronde |
| Gedaald       | Plaats(en) gezakt ten opzichte van vorige speelronde      |
|               | Aantal punten                                             |

### Knock-outfase
|  | Zestiende finale  | Zestiende finale  | Zestiende finale |  |                   | Achtste finale      | Achtste finale | Achtste finale |  |                     | Kwartfinale            | Kwartfinale | Kwartfinale |                   |                   | Halve finale | Halve finale | Halve finale |  |  | Finale | Finale | Finale |  |  |  |  |  |
|  |                   |                   |                  |  |                   |                     |                |                |  |                     |                        |             |             |                   |                   |              |              |              |  |  |        |        |        |  |  |  |  |  |
|  | Vlag van België   | Club Brugge       | ( 1, 0 ) 1       |  |                   |                     |                |                |  |                     |                        |             |             |                   |                   |              |              |              |  |  |        |        |        |  |  |  |  |  |
|  | Vlag van Engeland | Manchester United | ( 1, 5 ) 6       |  |                   | Vlag van Oostenrijk | LASK           | ( 0, 1 ) 1     |  |                     |                        |             |             |                   |                   |              |              |              |  |  |        |        |        |  |  |  |  |  |
|  |                   |                   |                  |  | Vlag van Engeland | Manchester United   | ( 5, 2 ) 7     |                |  | Vlag van Engeland   | Manchester United n.v. | 1           |             |                   |                   |              |              |              |  |  |        |        |        |  |  |  |  |  |
|  |                   |                   |                  |  |                   |                     |                |                |  | Vlag van Denemarken | FC Kopenhagen          | 0           |             |                   | Vlag van Spanje   | Sevilla FC   | 2            |              |  |  |        |        |        |  |  |  |  |  |
|  |                   |                   |                  |  |                   |                     |                |                |  |                     |                        |             |             | Vlag van Engeland | Manchester United | 1            |              |              |  |  |        |        |        |  |  |  |  |  |
|  |                   |                   |                  |  |                   |                     |                |                |  |                     |                        |             |             |                   |                   |              |              |              |  |  |        |        |        |  |  |  |  |  |
|  |                   |                   |                  |  |                   |                     |                |                |  |                     |                        |             |             |                   |                   |              |              |              |  |  |        |        |        |  |  |  |  |  |

### Wedstrijden
| UEFA Europa League                                                                             |                                                                                           |                            |                                                                                                 | |                                       |
| Wedstrijddetails                                                                               | Thuisploeg                                                                                | Uitslag                    | Uitploeg                                                                                        | Opstelling | Kaarten                               |
| Groepsfase                                                                                     |                                                                                           |                            |                                                                                                 | |                                       |
| 19 september 2019 21:00 Old Trafford Manchester 50.783 toeschouwers Scheidsrechter: Letexier   | Manchester United                                                                         | 1–0                        | Astana FK                                                                                       | Romero Dalot, Jones, Tuanzebe, Rojo (78' Young) Matić , Fred Chong (68' Lingard), Gomes (68' Mata), Greenwood Rashford                                                  | 85' Fred                              |
| 19 september 2019 21:00 Old Trafford Manchester 50.783 toeschouwers Scheidsrechter: Letexier   | Fred Greenwood 73'                                                                        | 1–0 Report                 |                                                                                                 | Romero Dalot, Jones, Tuanzebe, Rojo (78' Young) Matić , Fred Chong (68' Lingard), Gomes (68' Mata), Greenwood Rashford                                                  | 85' Fred                              |
| 3 oktober 2019 18:55 AFAS Stadion Alkmaar 13.863 toeschouwers Scheidsrechter: Mažeika          | AZ                                                                                        | 0–0                        | Manchester United                                                                               | De Gea Dalot, Lindelöf, Rojo, Williams Fred, Matić Mata (83' McTominay), Gomes, James (63' Rashford) Greenwood (77' Lingard)                                            | 90+1' Dalot                           |
| 3 oktober 2019 18:55 AFAS Stadion Alkmaar 13.863 toeschouwers Scheidsrechter: Mažeika          | Report                                                                                    |                            |                                                                                                 | De Gea Dalot, Lindelöf, Rojo, Williams Fred, Matić Mata (83' McTominay), Gomes, James (63' Rashford) Greenwood (77' Lingard)                                            | 90+1' Dalot                           |
| 24 oktober 2019 18:55 Partizanstadion Belgrado 25.627 toeschouwers Scheidsrechter: Estrada     | FK Partizan                                                                               | 0–1                        | Manchester United                                                                               | Romero Jones, Maguire , Rojo Wan-Bissaka (60' James), McTominay, Garner (81' A. Pereira), Mata, Williams Lingard, Martial (60' Rashford)                                | 46' Jones                             |
| 24 oktober 2019 18:55 Partizanstadion Belgrado 25.627 toeschouwers Scheidsrechter: Estrada     |                                                                                           | 0–1 Report                 | 43' (pen.) Martial                                                                              | Romero Jones, Maguire , Rojo Wan-Bissaka (60' James), McTominay, Garner (81' A. Pereira), Mata, Williams Lingard, Martial (60' Rashford)                                | 46' Jones                             |
| 7 november 2019 21:00 Old Trafford Manchester 62.955 toeschouwers Scheidsrechter: Gestranius   | Manchester United                                                                         | 3–0                        | FK Partizan                                                                                     | Romero Wan-Bissaka, Maguire, Rojo, Young McTominay (75' Lingard), Fred (63' Garner) Greenwood, Mata, Rashford (65' A. Pereira) Martial                                  | 71' Young                             |
| 7 november 2019 21:00 Old Trafford Manchester 62.955 toeschouwers Scheidsrechter: Gestranius   | Rashford Greenwood 21' Greenwood Martial 33' Young Rashford 49'                           | 1–0 2–0 3–0 Report         |                                                                                                 | Romero Wan-Bissaka, Maguire, Rojo, Young McTominay (75' Lingard), Fred (63' Garner) Greenwood, Mata, Rashford (65' A. Pereira) Martial                                  | 71' Young                             |
| 28 november 2019 16:50 Astana Arena Nur-Sultan 28.949 toeschouwers Scheidsrechter: Rumšas      | Astana FK                                                                                 | 2–1                        | Manchester United                                                                               | Grant Laird, Tuanzebe, Bernard, Shaw Garner (85' Ramazani), Levitt Chong (65' Mellor), Lingard , Gomes (89' Galbraith) Greenwood                                        | 59' Levitt 88' Lingard                |
| 28 november 2019 16:50 Astana Arena Nur-Sultan 28.949 toeschouwers Scheidsrechter: Rumšas      | Murtazaev Shomko 55' Bernard 62' (e.d.)                                                   | 0–1 1–1 2–1 Report         | 10' Lingard Shaw                                                                                | Grant Laird, Tuanzebe, Bernard, Shaw Garner (85' Ramazani), Levitt Chong (65' Mellor), Lingard , Gomes (89' Galbraith) Greenwood                                        | 59' Levitt 88' Lingard                |
| 12 december 2019 21:00 Old Trafford Manchester 65.773 toeschouwers Scheidsrechter: Schärer     | Manchester United                                                                         | 4–0                        | AZ                                                                                              | Romero Young (68' Laird), Tuanzebe, Maguire (68' Jones), Williams Garner, Matić, A. Pereira Mata, Martial (59' Chong), Greenwood                                        | 82' Laird                             |
| 12 december 2019 21:00 Old Trafford Manchester 65.773 toeschouwers Scheidsrechter: Schärer     | Mata Young 53' Greenwood 58' Mata 62' (pen.) Mata Greenwood 64'                           | 1–0 2–0 3–0 4–0 Report     |                                                                                                 | Romero Young (68' Laird), Tuanzebe, Maguire (68' Jones), Williams Garner, Matić, A. Pereira Mata, Martial (59' Chong), Greenwood                                        | 82' Laird                             |
| Zestiende finale                                                                               |                                                                                           |                            |                                                                                                 | |                                       |
| 20 februari 2020 18:55 Jan Breydelstadion Brugge 27.006 toeschouwers Scheidsrechter: Koelbakov | Club Brugge                                                                               | 1–1                        | Manchester United                                                                               | Romero Dalot (81' Fernandes), Lindelöf, Maguire , Shaw, Williams Mata, Matić, A. Pereira (71' Fred) Lingard, Martial (67' Ighalo)                                       | 69' A. Pereira                        |
| 20 februari 2020 18:55 Jan Breydelstadion Brugge 27.006 toeschouwers Scheidsrechter: Koelbakov | Mignolet Dennis 15'                                                                       | 1–0 1–1 Report             | 36' Martial                                                                                     | Romero Dalot (81' Fernandes), Lindelöf, Maguire , Shaw, Williams Mata, Matić, A. Pereira (71' Fred) Lingard, Martial (67' Ighalo)                                       | 69' A. Pereira                        |
| 27 februari 2020 21:00 Old Trafford Manchester 70.397 toeschouwers Scheidsrechter: Gözübüyük   | Manchester United                                                                         | 5–0                        | Club Brugge                                                                                     | Romero Wan-Bissaka, Bailly, Maguire , Shaw McTominay (72' Greenwood), Fred Mata, Fernandes (65' Lingard), James (45' Chong) Ighalo                                      |                                       |
| 27 februari 2020 21:00 Old Trafford Manchester 70.397 toeschouwers Scheidsrechter: Gözübüyük   | Fernandes 27' (pen.) Mata Ighalo 34' Fred McTominay 41' Lingard Fred 82' Chong Fred 90+3' | 1–0 2–0 3–0 4–0 5–0 Report |                                                                                                 | Romero Wan-Bissaka, Bailly, Maguire , Shaw McTominay (72' Greenwood), Fred Mata, Fernandes (65' Lingard), James (45' Chong) Ighalo                                      |                                       |
| Achtste finale                                                                                 |                                                                                           |                            |                                                                                                 | |                                       |
| 12 maart 2020 18:55 Linzerstadion Linz 0 toeschouwers Scheidsrechter: Soares Dias              | LASK                                                                                      | 0–5                        | Manchester United                                                                               | Romero Williams, Bailly, Maguire , Shaw Fred, McTominay Mata, Fernandes (78' A. Pereira), James (71' Chong) Ighalo (85' Greenwood)                                      | 47' Shaw                              |
| 12 maart 2020 18:55 Linzerstadion Linz 0 toeschouwers Scheidsrechter: Soares Dias              |                                                                                           | 0–1 0–2 0–3 0–4 0–5 Report | 28' Ighalo Fernandes 58' James Ighalo 82' Mata Fred 90+2' Greenwood Chong 90+3' A. Pereira Fred | Romero Williams, Bailly, Maguire , Shaw Fred, McTominay Mata, Fernandes (78' A. Pereira), James (71' Chong) Ighalo (85' Greenwood)                                      | 47' Shaw                              |
| 5 augustus 2020 21:00 Old Trafford Manchester 0 toeschouwers Scheidsrechter: Sidiropoulos      | Manchester United                                                                         | 2–1                        | LASK                                                                                            | Romero Fosu-Mensah (84' Mengi), Bailly, Maguire , Williams (71' Chong) McTominay, Fred (63' A. Pereira) Mata, Lingard (63' Pogba), James (84' Martial) Ighalo           | 39' McTominay                         |
| 5 augustus 2020 21:00 Old Trafford Manchester 0 toeschouwers Scheidsrechter: Sidiropoulos      | Mata Lingard 57' Mata Martial 88'                                                         | 0–1 1–1 2–1 Report         | 55' Wiesinger Michorl                                                                           | Romero Fosu-Mensah (84' Mengi), Bailly, Maguire , Williams (71' Chong) McTominay, Fred (63' A. Pereira) Mata, Lingard (63' Pogba), James (84' Martial) Ighalo           | 39' McTominay                         |
| Kwartfinale                                                                                    |                                                                                           |                            |                                                                                                 | |                                       |
| 10 augustus 2020 21:00 RheinEnergieStadion Keulen 0 toeschouwers Scheidsrechter: Turpin        | Manchester United                                                                         | 1–0 n.v.                   | FC Kopenhagen                                                                                   | Romero Wan-Bissaka, Bailly (70' Lindelöf), Maguire , Williams Pogba, Fred (70' Matić) Greenwood (91' Mata), Fernandes, Rashford (113' Lingard) Martial (120' McTominay) | 62' Maguire 63' Bailly                |
| 10 augustus 2020 21:00 RheinEnergieStadion Keulen 0 toeschouwers Scheidsrechter: Turpin        | Fernandes 95' (pen.)                                                                      | 1–0 Report                 |                                                                                                 | Romero Wan-Bissaka, Bailly (70' Lindelöf), Maguire , Williams Pogba, Fred (70' Matić) Greenwood (91' Mata), Fernandes, Rashford (113' Lingard) Martial (120' McTominay) | 62' Maguire 63' Bailly                |
| Halve finale                                                                                   |                                                                                           |                            |                                                                                                 | |                                       |
| 16 augustus 2020 21:00 RheinEnergieStadion Keulen 0 toeschouwers Scheidsrechter: Brych         | Sevilla FC                                                                                | 2–1                        | Manchester United                                                                               | De Gea Wan-Bissaka (87' James), Lindelöf, Maguire , Williams (87' Fosu-Mensah) Fred, Pogba Greenwood (90+3' Ighalo), Fernandes, Rashford (87' Mata) Martial             | 17' Williams 66' Rashford 86' Maguire |
| 16 augustus 2020 21:00 RheinEnergieStadion Keulen 0 toeschouwers Scheidsrechter: Brych         | Reguilón Suso 26' Navas De Jong 78'                                                       | 0–1 1–1 2–1 Report         | 9' (pen.) Fernandes                                                                             | De Gea Wan-Bissaka (87' James), Lindelöf, Maguire , Williams (87' Fosu-Mensah) Fred, Pogba Greenwood (90+3' Ighalo), Fernandes, Rashford (87' Mata) Martial             | 17' Williams 66' Rashford 86' Maguire |

## Statistieken
Lijst van spelers die minstens één wedstrijd speelden. De speler met de meeste wedstrijden is in het groen aangeduid, de speler met de meeste doelpunten in het geel.
| Nr. | Naam                | Positie | Premier League | Premier League | Premier League | FA Cup | FA Cup | FA Cup | League Cup | League Cup | League Cup | Europa League | Europa League | Europa League | Totaal | Totaal | Totaal |
| Nr. | Naam                | Positie | Wed            | Dlp            | Ast            | Wed    | Dlp    | Ast    | Wed        | Dlp        | Ast        | Wed           | Dlp           | Ast           | Wed    | Dlp    | Ast    |
| --- | ------------------- | ------- | -------------- | -------------- | -------------- | ------ | ------ | ------ | ---------- | ---------- | ---------- | ------------- | ------------- | ------------- | ------ | ------ | ------ |
| 1   | David de Gea        | DM      | 38             | 0              | 0              | 1      | 0      | 0      | 2          | 0          | 0          | 2             | 0             | 0             | 43     | 0      | 0      |
| 2   | Victor Lindelöf     | VD      | 35             | 1              | 0              | 5      | 0      | 1      | 3          | 0          | 0          | 4             | 0             | 0             | 47     | 1      | 1      |
| 3   | Eric Bailly         | VD      | 4              | 0              | 0              | 3      | 0      | 0      | 0          | 0          | 0          | 4             | 0             | 0             | 12     | 0      | 0      |
| 4   | Phil Jones          | VD      | 2              | 0              | 0              | 1      | 1      | 0      | 2          | 0          | 0          | 3             | 0             | 0             | 8      | 1      | 0      |
| 5   | Harry Maguire       | VD      | 38             | 1              | 1              | 5      | 2      | 1      | 3          | 0          | 0          | 9             | 0             | 0             | 55     | 3      | 2      |
| 6   | Paul Pogba          | MV      | 16             | 1              | 3              | 2      | 0      | 0      | 1          | 0          | 0          | 3             | 0             | 0             | 22     | 1      | 3      |
| 8   | Juan Mata           | MV      | 19             | 0              | 2              | 4      | 1      | 0      | 3          | 0          | 0          | 11            | 2             | 5             | 37     | 3      | 7      |
| 9   | Anthony Martial     | AV      | 32             | 17             | 6              | 5      | 1      | 3      | 4          | 1          | 0          | 7             | 4             | 0             | 48     | 23     | 9      |
| 10  | Marcus Rashford     | AV      | 31             | 17             | 7              | 4      | 0      | 0      | 3          | 4          | 1          | 6             | 1             | 1             | 44     | 22     | 9      |
| 13  | Lee Grant           | DM      | 0              | 0              | 0              | 0      | 0      | 0      | 0          | 0          | 0          | 1             | 0             | 0             | 1      | 0      | 0      |
| 14  | Jesse Lingard       | MV      | 22             | 1              | 0              | 4      | 1      | 0      | 5          | 0          | 1          | 9             | 2             | 1             | 40     | 4      | 2      |
| 15  | Andreas Pereira     | MV      | 25             | 1              | 3              | 4      | 0      | 1      | 5          | 0          | 0          | 6             | 1             | 0             | 40     | 2      | 4      |
| 16  | Marcos Rojo         | VD      | 3              | 0              | 0              | 0      | 0      | 0      | 2          | 0          | 0          | 4             | 0             | 0             | 9      | 0      | 0      |
| 17  | Fred                | MV      | 29             | 0              | 0              | 6      | 0      | 0      | 4          | 0          | 0          | 9             | 2             | 4             | 48     | 2      | 4      |
| 18  | Bruno Fernandes     | MV      | 14             | 8              | 7              | 3      | 1      | 0      | 0          | 0          | 0          | 5             | 3             | 0             | 22     | 12     | 3      |
| 18  | Ashley Young        | MV      | 12             | 0              | 0              | 1      | 0      | 0      | 2          | 0          | 0          | 3             | 1             | 1             | 17     | 1      | 1      |
| 20  | Diogo Dalot         | VD      | 4              | 0              | 0              | 4      | 1      | 0      | 0          | 0          | 0          | 3             | 0             | 0             | 11     | 1      | 0      |
| 21  | Daniel James        | AV      | 33             | 3              | 6              | 3      | 0      | 0      | 4          | 0          | 1          | 6             | 1             | 0             | 46     | 4      | 6      |
| 22  | Sergio Romero       | DM      | 0              | 0              | 0              | 5      | 0      | 0      | 3          | 0          | 0          | 9             | 0             | 0             | 17     | 0      | 0      |
| 23  | Luke Shaw           | VD      | 24             | 0              | 0              | 3      | 1      | 2      | 2          | 0          | 0          | 4             | 0             | 1             | 33     | 1      | 3      |
| 24  | Timothy Fosu-Mensah | VD      | 3              | 0              | 0              | 1      | 0      | 0      | 0          | 0          | 0          | 2             | 0             | 0             | 6      | 0      | 0      |
| 25  | Odion Ighalo        | AV      | 11             | 0              | 0              | 3      | 3      | 0      | 0          | 0          | 0          | 5             | 2             | 1             | 19     | 5      | 1      |
| 26  | Mason Greenwood     | AV      | 31             | 10             | 1              | 5      | 1      | 0      | 4          | 1          | 1          | 9             | 5             | 2             | 49     | 17     | 3      |
| 28  | Angel Gomes         | MV      | 2              | 0              | 0              | 0      | 0      | 0      | 1          | 0          | 0          | 3             | 0             | 0             | 6      | 0      | 0      |
| 29  | Aaron Wan-Bissaka   | VD      | 35             | 0              | 4              | 2      | 0      | 0      | 4          | 0          | 0          | 5             | 0             | 0             | 46     | 0      | 4      |
| 31  | Nemanja Matić       | MV      | 21             | 0              | 2              | 5      | 0      | 0      | 3          | 1          | 1          | 5             | 0             | 0             | 34     | 1      | 3      |
| 37  | James Garner        | MV      | 1              | 0              | 0              | 0      | 0      | 0      | 1          | 0          | 0          | 4             | 0             | 0             | 6      | 0      | 0      |
| 38  | Axel Tuanzebe       | VD      | 5              | 0              | 0              | 0      | 0      | 0      | 2          | 0          | 0          | 3             | 0             | 0             | 10     | 0      | 0      |
| 39  | Scott McTominay     | MV      | 27             | 4              | 1              | 2      | 0      | 0      | 1          | 0          | 0          | 7             | 1             | 0             | 37     | 5      | 1      |
| 41  | Ethan Laird         | VD      | 0              | 0              | 0              | 0      | 0      | 0      | 0          | 0          | 0          | 2             | 0             | 0             | 2      | 0      | 0      |
| 44  | Tahith Chong        | AV      | 3              | 0              | 0              | 2      | 0      | 0      | 1          | 0          | 0          | 6             | 0             | 2             | 12     | 0      | 2      |
| 49  | D'Mani Mellor       | AV      | 0              | 0              | 0              | 0      | 0      | 0      | 0          | 0          | 0          | 1             | 0             | 0             | 1      | 0      | 0      |
| 53  | Brandon Williams    | VD      | 17             | 1              | 0              | 6      | 0      | 0      | 5          | 0          | 0          | 8             | 0             | 0             | 36     | 1      | 0      |
| 54  | Ethan Galbraith     | MV      | 0              | 0              | 0              | 0      | 0      | 0      | 0          | 0          | 0          | 1             | 0             | 0             | 1      | 0      | 0      |
| 58  | Di'Shon Bernard     | VD      | 0              | 0              | 0              | 0      | 0      | 0      | 0          | 0          | 0          | 1             | 0             | 0             | 1      | 0      | 0      |
| 59  | Largie Ramazani     | AV      | 0              | 0              | 0              | 0      | 0      | 0      | 0          | 0          | 0          | 1             | 0             | 0             | 1      | 0      | 0      |
| 63  | Dylan Levitt        | MV      | 0              | 0              | 0              | 0      | 0      | 0      | 0          | 0          | 0          | 1             | 0             | 0             | 1      | 0      | 0      |
| 71  | Teden Mengi         | VD      | 0              | 0              | 0              | 0      | 0      | 0      | 0          | 0          | 0          | 1             | 0             | 0             | 1      | 0      | 0      |

| Totaal                           | Premier League | FA Cup | EFL Cup | Europa League | Totaal |
| -------------------------------- | -------------- | ------ | ------- | ------------- | ------ |
| Wedstrijden                      | 38             | 6      | 5       | 12            | 61     |
| Gewonnen                         | 18             | 4      | 4       | 8             | 34     |
| Gelijk                           | 12             | 1      | 0       | 2             | 15     |
| Verloren                         | 8              | 1      | 1       | 2             | 12     |
| Thuis winst                      | 10             | 1      | 2       | 5             | 18     |
| Uit winst                        | 8              | 3      | 2       | 2             | 15     |
| Thuis gelijk                     | 7              | 0      | 0       | 0             | 7      |
| Uit gelijk                       | 5              | 1      | 0       | 2             | 8      |
| Thuis verlies                    | 2              | 1      | 1       | 0             | 4      |
| Uit verlies                      | 6              | 0      | 0       | 1             | 7      |
| Gele kaarten                     | 72             | 9      | 10      | 15            | 106    |
| Twee gele kaarten in 1 wedstrijd | 0              | 0      | 1       | 15            | 1      |
| Rode kaarten                     | 0              | 0      | 1       | 0             | 1      |
| Aantal wissels toegepast         | 118            | 22     | 15      | 40            | 195    |
| Doelpunten voor                  | 66             | 13     | 8       | 25            | 112    |
| Doelpunten tegen                 | 36             | 4      | 5       | 6             | 51     |
| -                                | +30            | +9     | +3      | +19           | +61    |
| De nul gehouden                  | 13             | 4      | 2       | 8             | 27     |

## Afbeeldingen

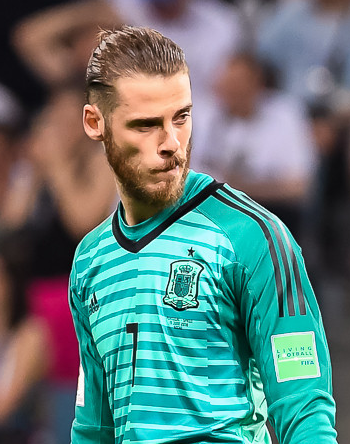
David de Gea (doelman)
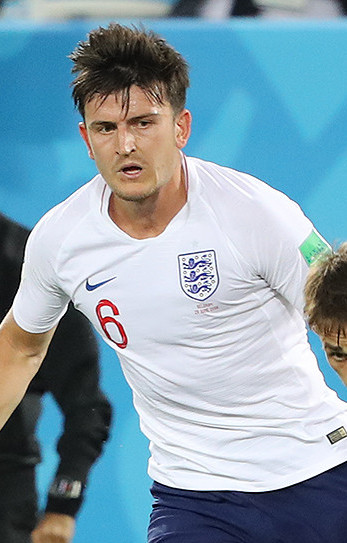
Harry Maguire (verdediger)
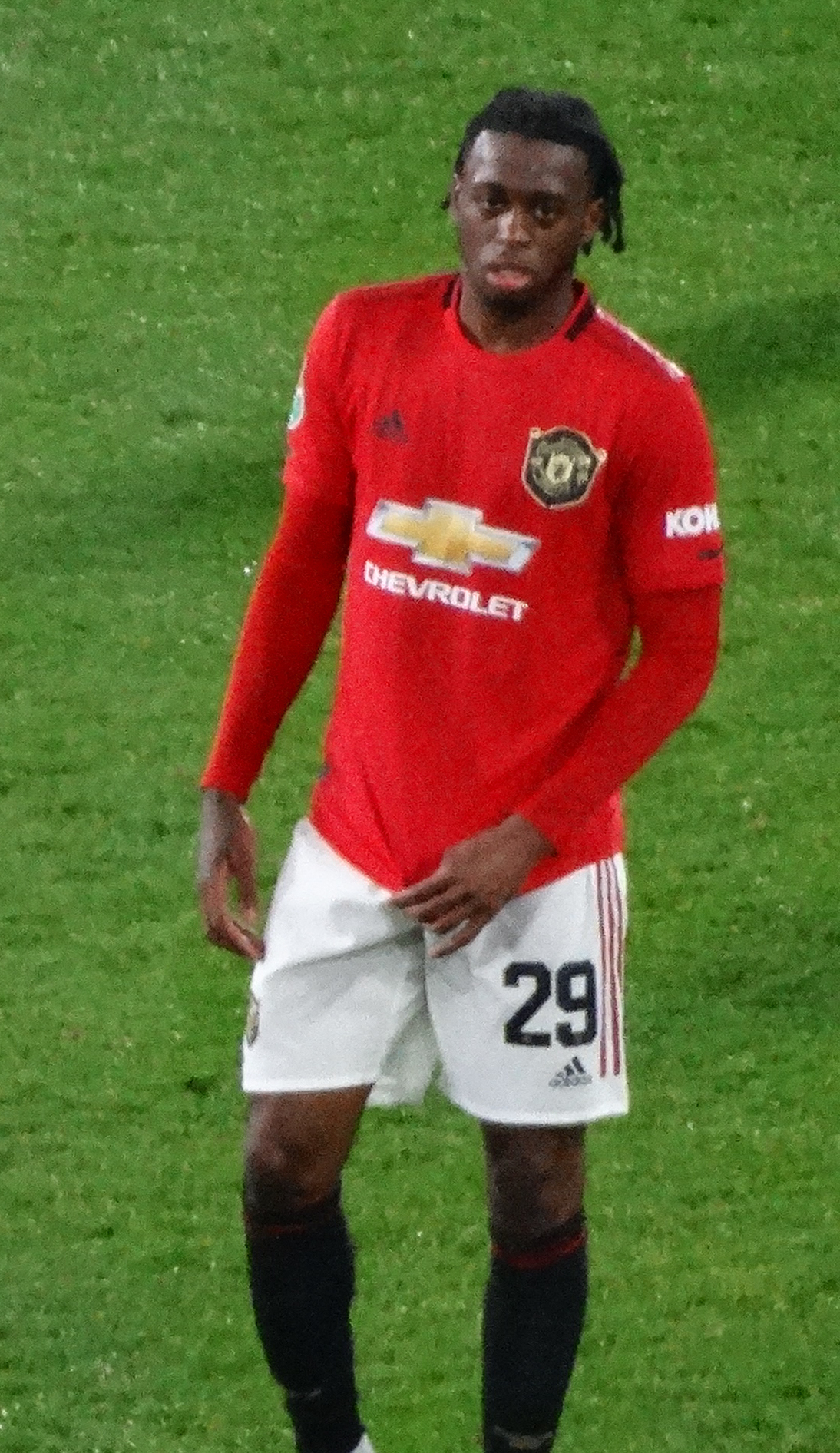
Aaron Wan-Bissaka (verdediger)
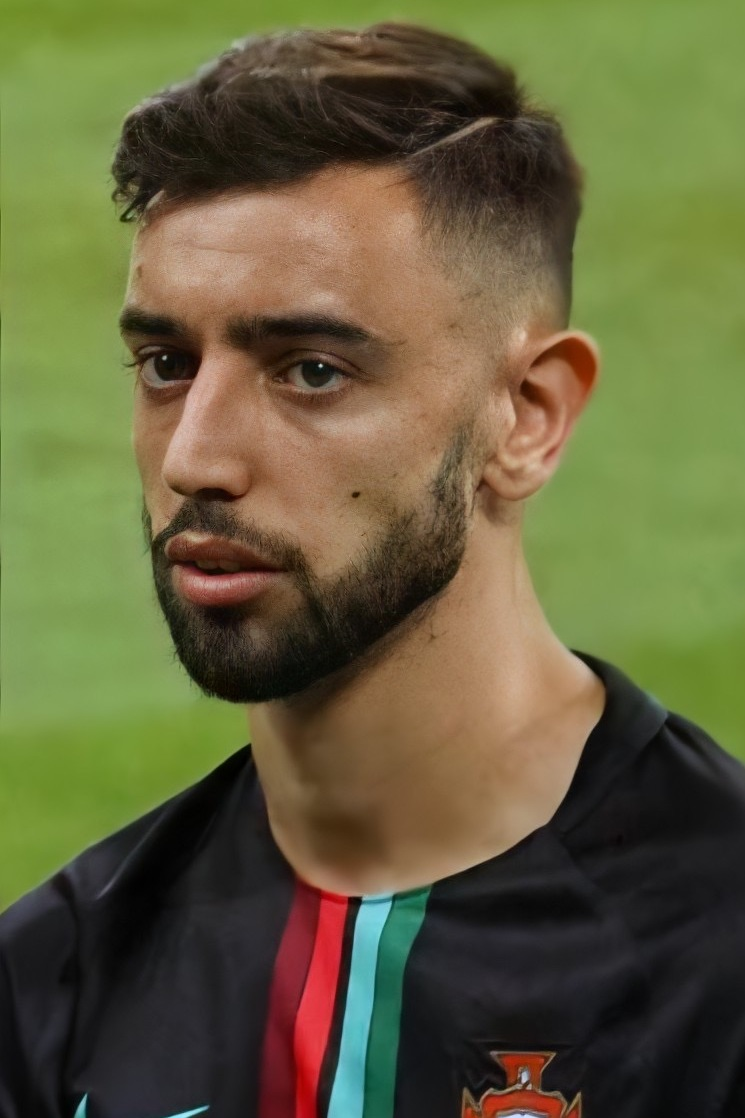
Bruno Fernandes (middenvelder)
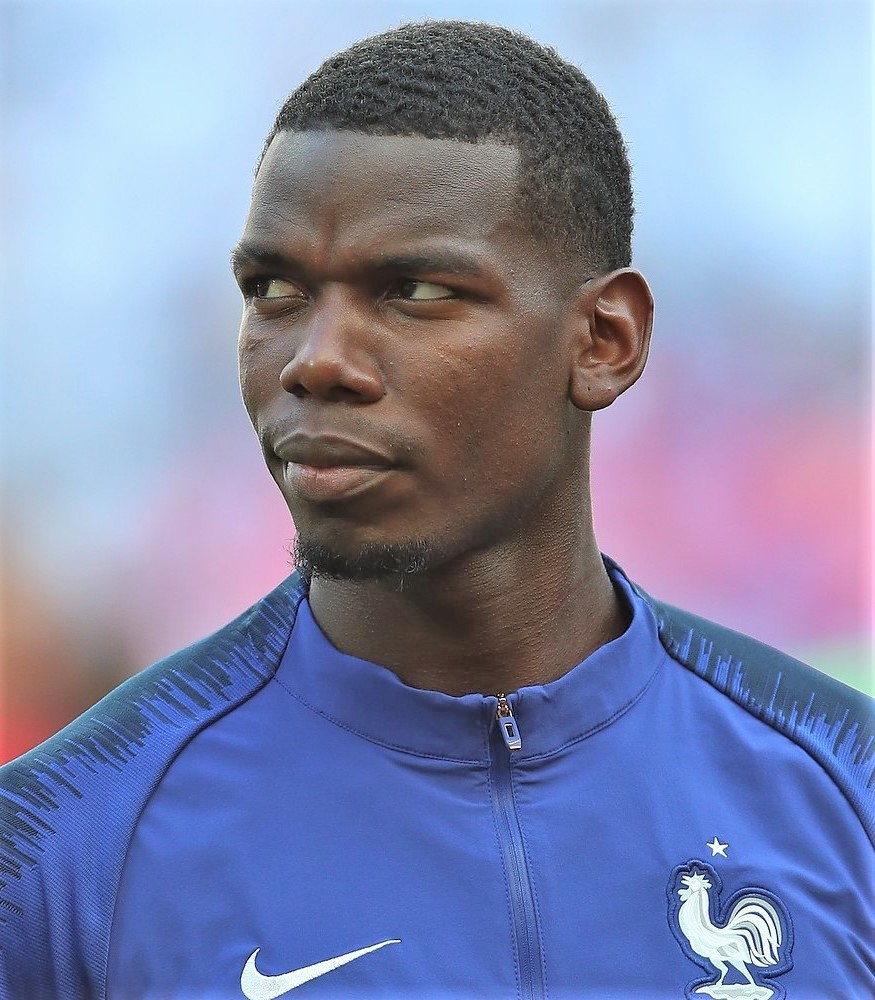
Paul Pogba (middenvelder)
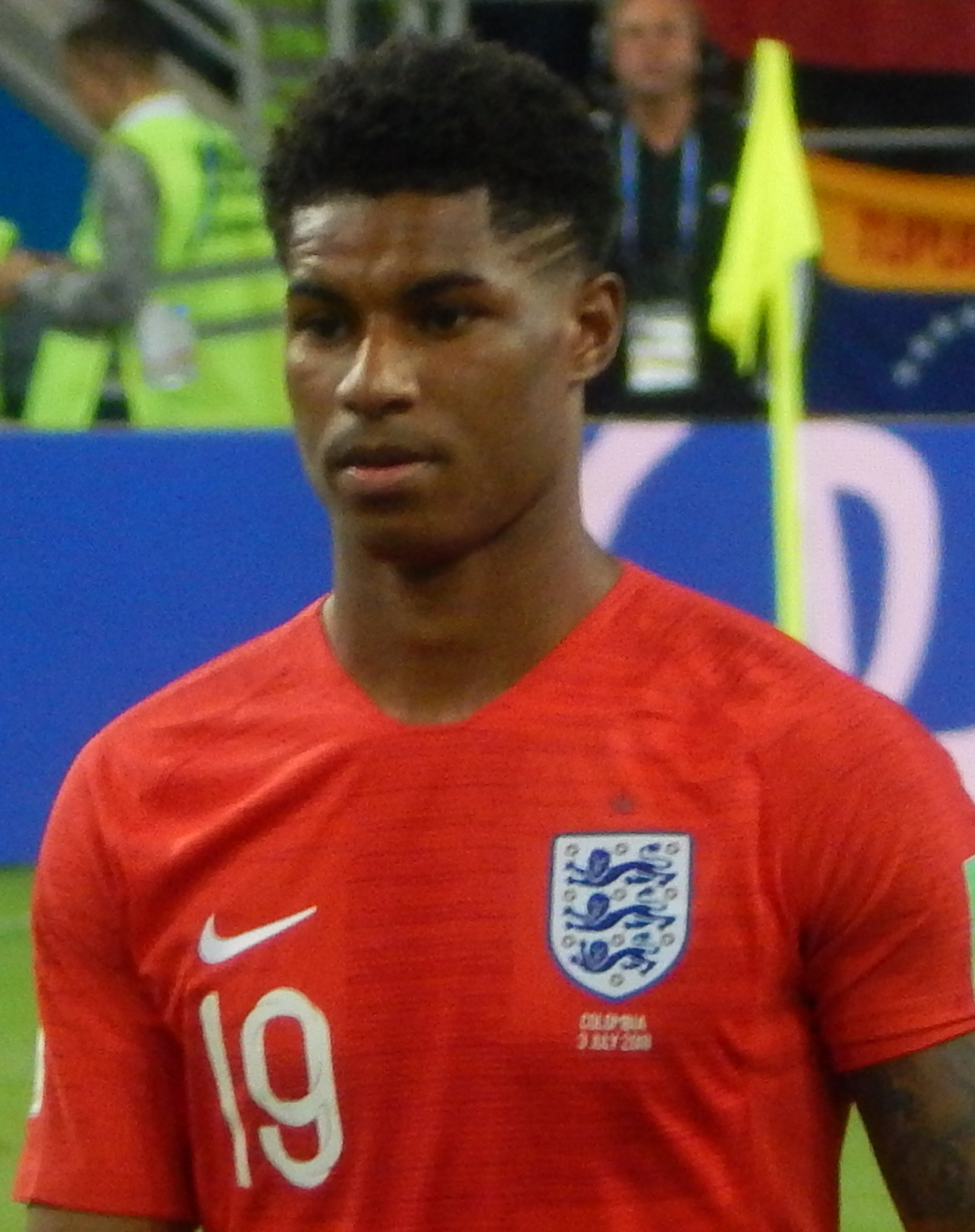
Marcus Rashford (aanvaller)
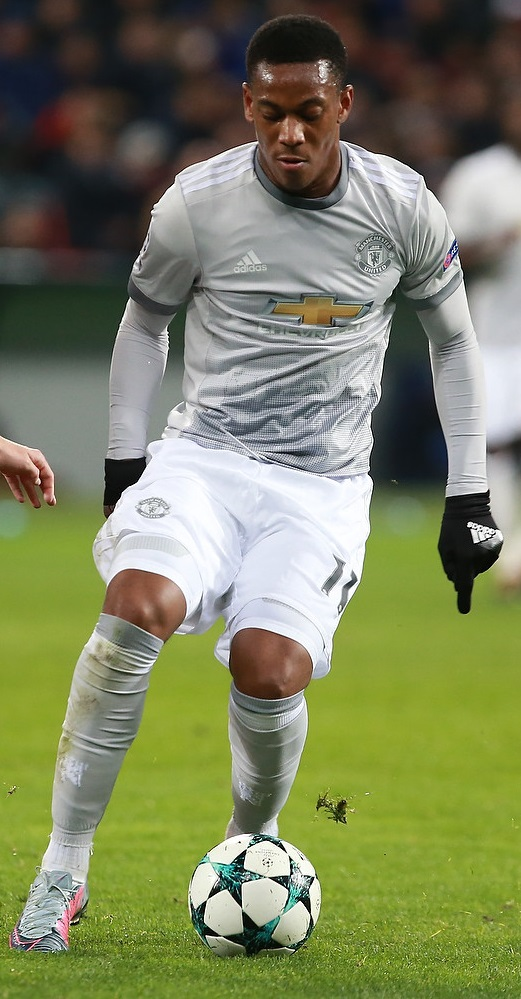
Anthony Martial (aanvaller)
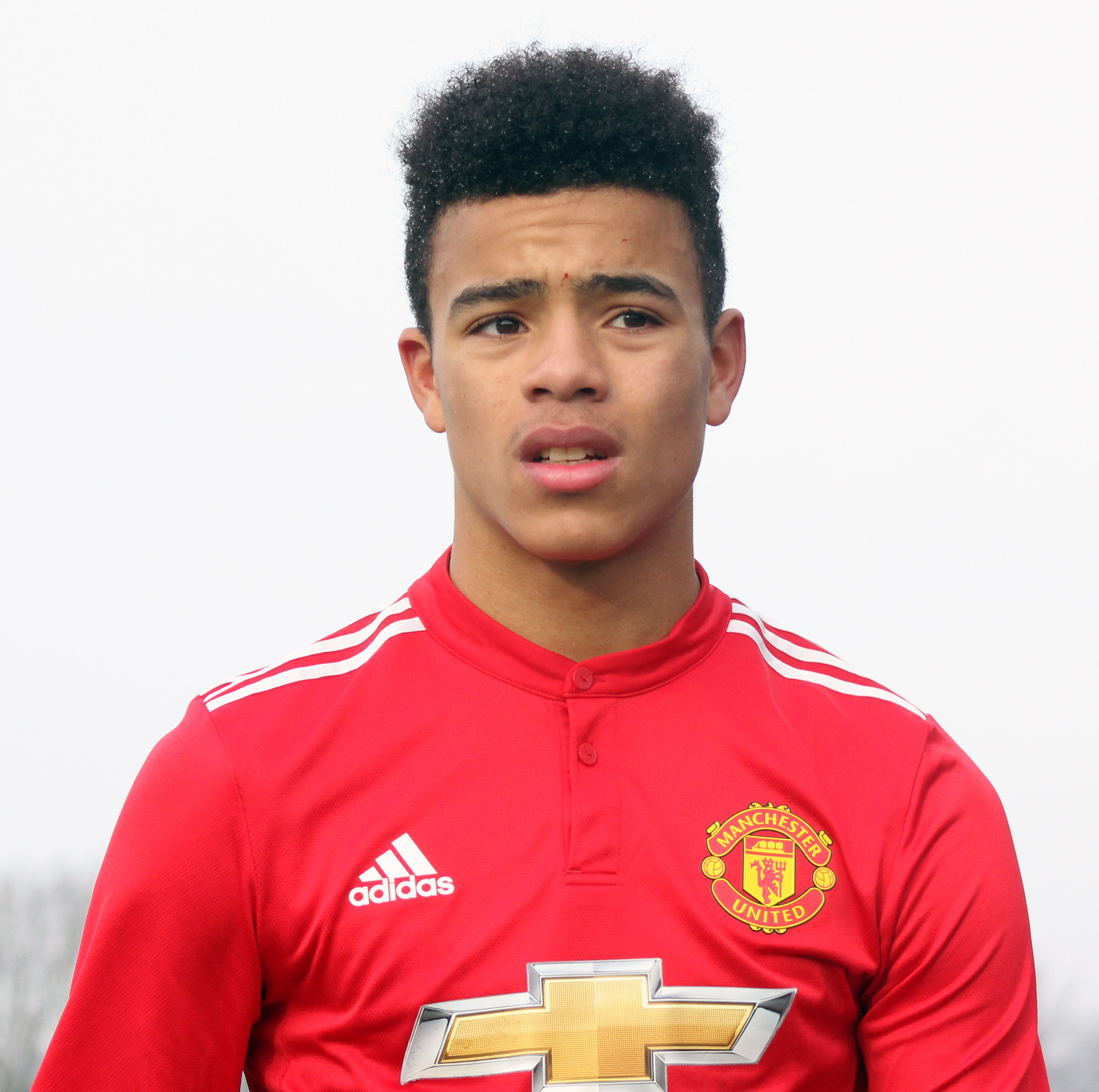
Mason Greenwood (aanvaller)